# 軽井沢町
軽井沢町（かるいざわまち）は、長野県東信地方の町。北佐久郡に属し、浅間山東南麓に位置する。
19世紀末からの歴史ある高原リゾート都市であり、日本を代表する避暑地・別荘地として名高い。

## 概要・特徴

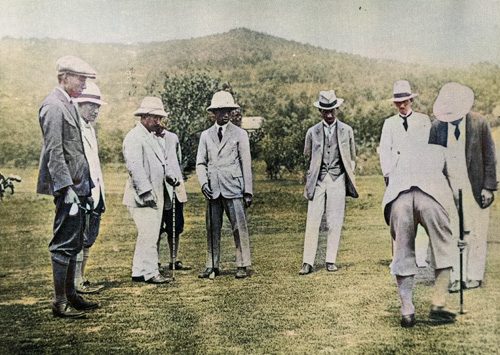
1923年、旧軽井沢ゴルフクラブでプレイする摂政宮（のちの昭和天皇）御一行

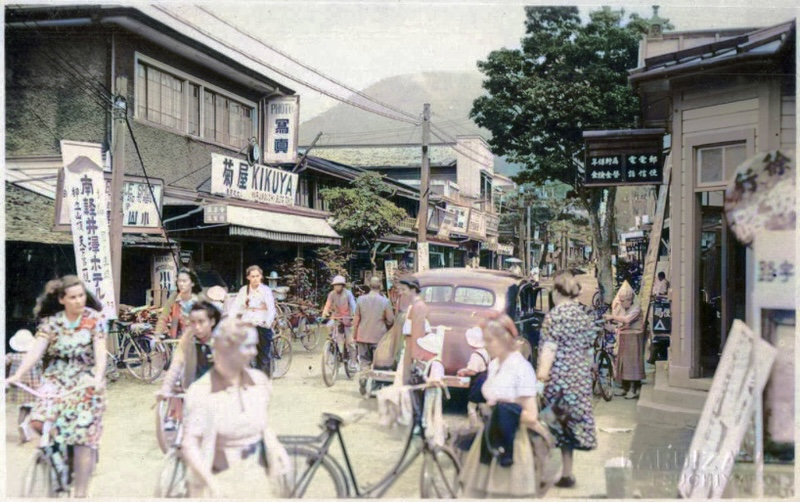
外国人避暑客が行き交う、1930年代の旧軽井沢メインストリート

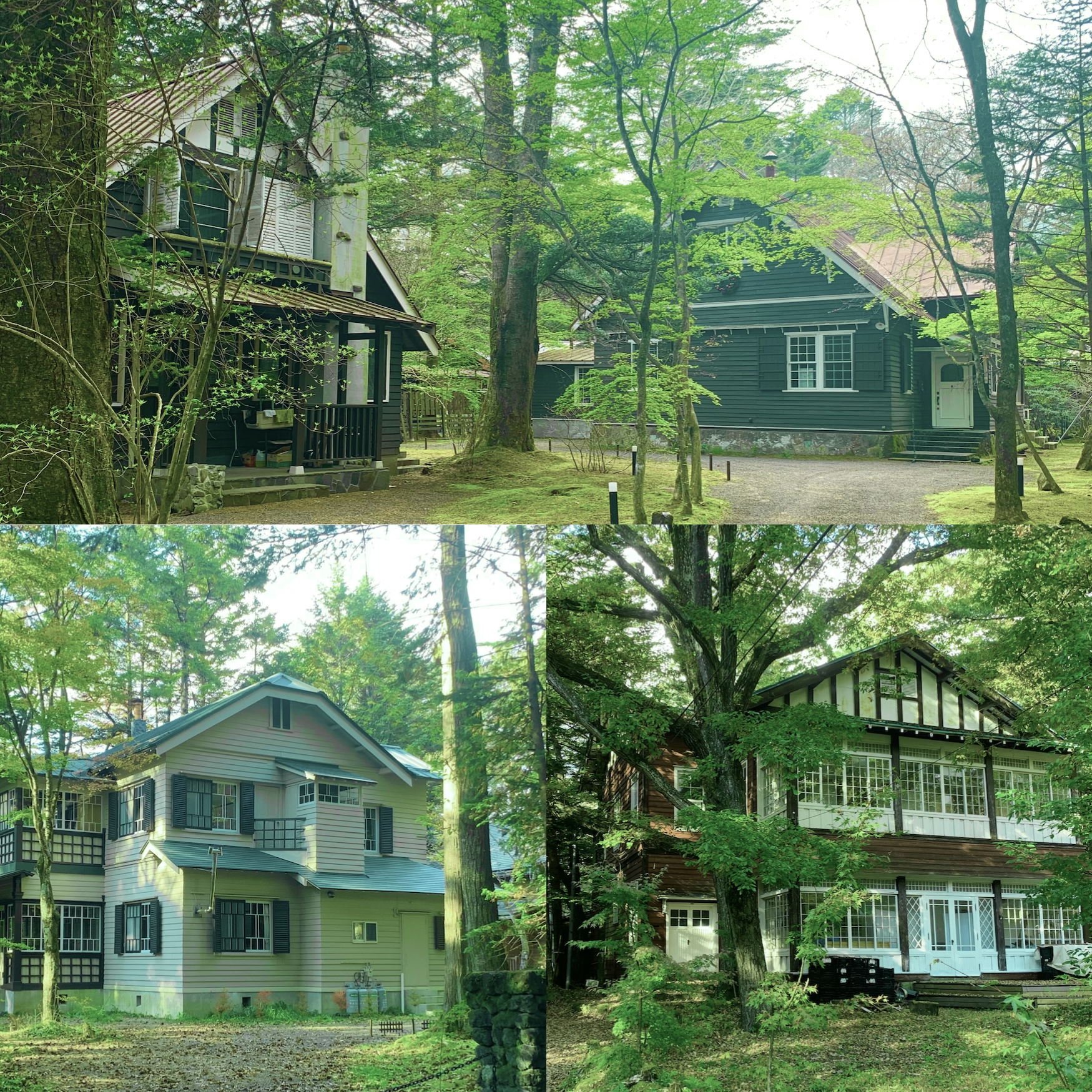
古くから軽井沢を象徴するイメージである、森の中に洋館が佇む風景

町の北側は森林に広く覆われ、浅間山や上信越高原国立公園へと続いており、南側は草原や田園やゴルフ場が多く分布し、雄大なパノラマ風景が広がっている。町内には別荘、教会、リゾートホテル、レストラン、カフェ、美術館などが点在しており、年間を通じてハイキング、サイクリング、乗馬、ドライブ、ショッピング、ガストロノミー（グルメ）などを楽しむことができ、夏はゴルフやテニス、冬はスキーやスケートといった屋外レクリエーションに適する。
江戸時代までは中山道の宿場町として栄え、軽井沢宿・沓掛宿・追分宿の3宿が置かれたが、明治時代に入ると交通事情の変化により衰退した。そんな中イギリス系カナダ人宣教師のアレクサンダー・クロフト・ショーによって、その西洋に似た気候風土から1880年代に避暑地・別荘地として開拓され、それ以降高い人気を博している。
明治から昭和前期にかけて、「日本の中の西洋」と言われるまでに聖職者や外交官など毎夏千数百名の外国人が滞在、全国で最も外国人に人気のある夏のリゾート地となり（「日本三大外国人避暑地」も参照）、キリスト教をはじめとする西洋文化が流入した。大正期からは、外国人に倣って日本の上流階級も数多く滞在、皇族や華族、政財界の要人らの別荘が次々と建設され、社交界の舞台となった。加えて同時期から学者や小説家、画家、音楽家などの文化人も数多く滞在し、サロンの舞台にもなる。第二次世界大戦下には、枢軸国・中立国13ヵ国の大公使館と一般外国人千数百名の疎開先となり、連合国軍による空襲は行われなかった。戦後になると、外国人避暑客は減少するもののその知名度は日本人の間で全国的に拡大、高度経済成長期からバブル期にかけての別荘ブーム、アンノン族によるペンションブーム、平成期における通年型観光地への脱皮などを経て、今日に至るまでに発展した。
町全体が別荘地として整備されており、現在では町内における別荘・保養施設数が1万6000軒を超え、持ち家数の1.5倍以上に及んでいる。別荘所有者による固定資産税の納入（全体の約80%）などから、財務状況が優良な地方自治体であり、県内唯一の地方交付税不交付自治体となっている。
また別荘地であるとともに、三大都市圏や海外などから大勢の観光客が訪れる一大観光地でもあり、「新日本旅行地100選」（1966年）および「新日本観光地100選」（1987年）にも選出されている。2019年には、約840万人の観光客が訪れた。町の観光ビジョンは、堀辰雄による当地を舞台とした小説の題名より、『美しい村』とする。
近年では、静養や観光目的以外に、ワーケーションや移住先としても大きな関心が寄せられている。こうした背景から、2025年現在、軽井沢町の平均公示地価は、中核市である長野市や松本市を抑えて、長野県内で最も高い価格となっている。
地方自治研究機構が2012年に発表した「軽井沢町観光振興調査研究事業報告書」によれば、人々が軽井沢に対して抱いているイメージや魅力として、美しい自然や景勝地が豊富で、街並みが美しく、気候や風土が健康に良い避暑地、洗練されていて、おしゃれ、国際的で高級感や上質感もあり、文化的で芸術的な雰囲気、ショッピングが楽しめ、魅力的な料理店やレストランもある、アクティビティ活動が豊富、などが特筆して挙げられている。ブランド総合研究所が毎年発表している「市区町村魅力度ランキング」では、調査開始時（2007年）より全国1000市区町村の中で常にトップ20にランクインしており、長野県下では1位を維持している。
日本で初めて「高原」と冠された場所とされ、日本における高原野菜、林間学校、テニスブーム、キリスト教式結婚式ブーム、リゾートウェディングの発祥となった町ともされる。また、現在では日本を代表する一大企業グループとなった『西武グループ』の土地開発事業の原点となった町であり、現在では世界中に展開されているホテルチェーンである『星野リゾート』や『プリンスホテル』の誕生の地でもある。日本初と言える分譲別荘地の開発や建売別荘の販売も行われている。また「日本三大野鳥生息地」の一つに数えられ、町内には日本初の『国設野鳥の森』がある。上皇明仁と上皇后美智子が出会った町、ジョン・レノンが長く滞在した町としても知られている。教会の数が仏閣を上回っている珍しい町でもある。さらに、世界選手権出場経験のあるカーリングチーム『SC軽井沢クラブ』『中部電力カーリング部』の本拠地であるほか、世界最高峰の料理コンクール『ボキューズ・ドール』の日本代表に町内から歴代3名を輩出している。
人口約2万人の小さな都市ながら、古くから国際交流が盛んであり、1951年の特別法により「国際観光文化都市」に指定されている。特別法の第一条には、「軽井沢町が世界において稀にみる高原美を有し、すぐれた保健地であり、国際親善に貢献した歴史的実績を有する」と明記されている。1917年から毎年開催されている軽井沢国際テニストーナメントは、現存する日本最古のテニストーナメントである。1964年東京オリンピックでは馬術、1998年長野オリンピックではカーリングの競技会場になり、世界で初めて、夏季・冬季両方のオリンピック競技会場とされた町である。2014年には、軽井沢国際カーリング選手権大会がアジア初となるワールドカーリングツアーへの参加を果たした。2014年からは日本初の全寮制インターナショナル・スクールで国内唯一のUWC加盟校である『UWC ISAK Japan』が開校している。また、2016年と2023年にはG7関係閣僚会合、2019年にはG20関係閣僚会合の開催地となった。
健康保養地（保健休養地）としての特性から、条例などによってあらゆる面で独自の制限がかけられている。景観面では厳しい建築規制が設けられており、生活面では深夜営業や風俗営業・性風俗関連特殊営業の禁止、歓楽街の排除などが行われている。それに関連して、景観保護活動や自然保護運動が複数の団体によって活発に行われており、著名人も多く参加している。また、町内には主に明治から昭和前期にかけての歴史的建造物が多数現存しており、「ナショナル・トラスト」「ブルー・プラーク」等による保存運動も活発である。
「かるいさわ」と発音されることもある。地名の由来など、詳細は「軽井沢#語源」を参照。

## 地理

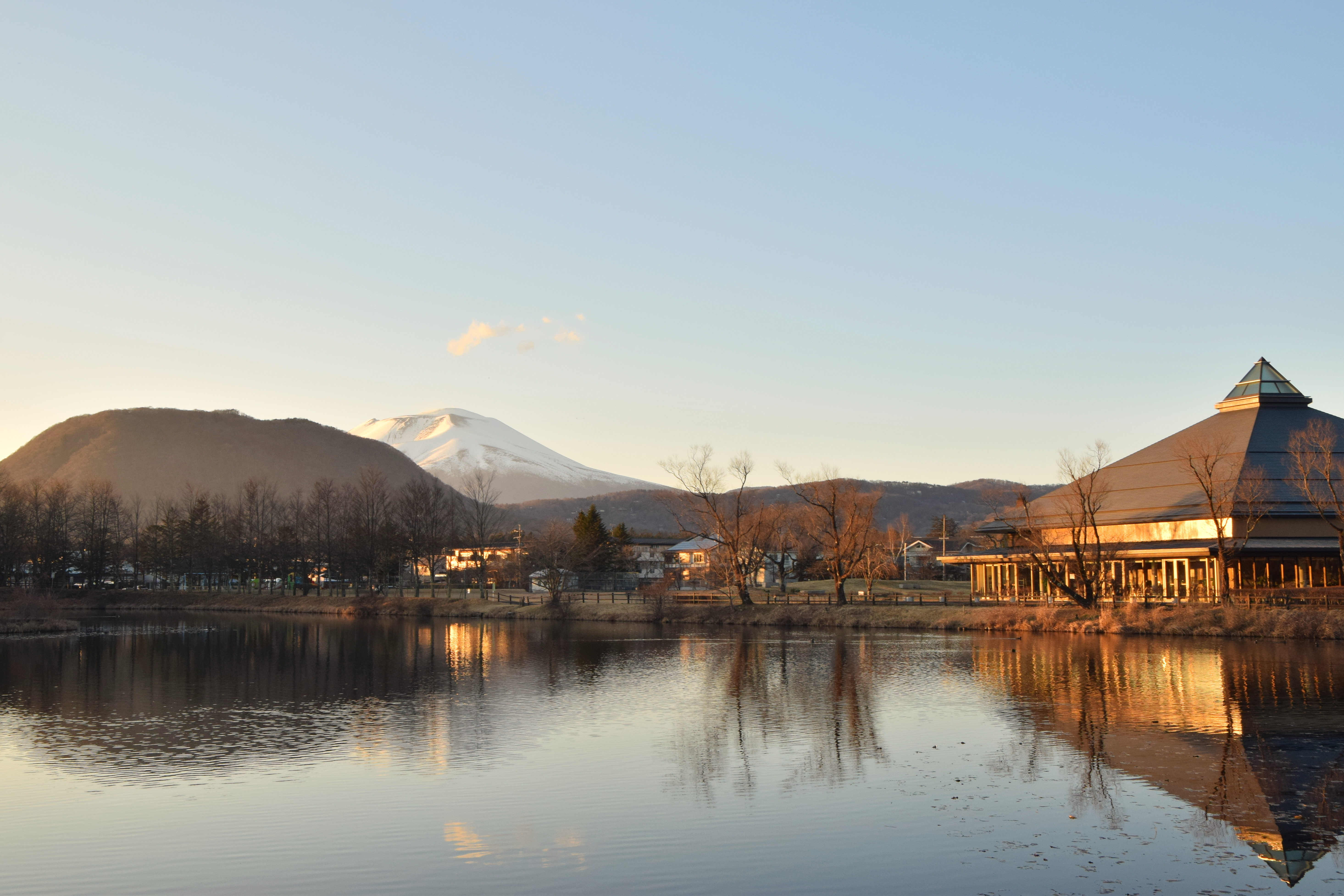
矢ヶ崎公園から離山と浅間山を望む

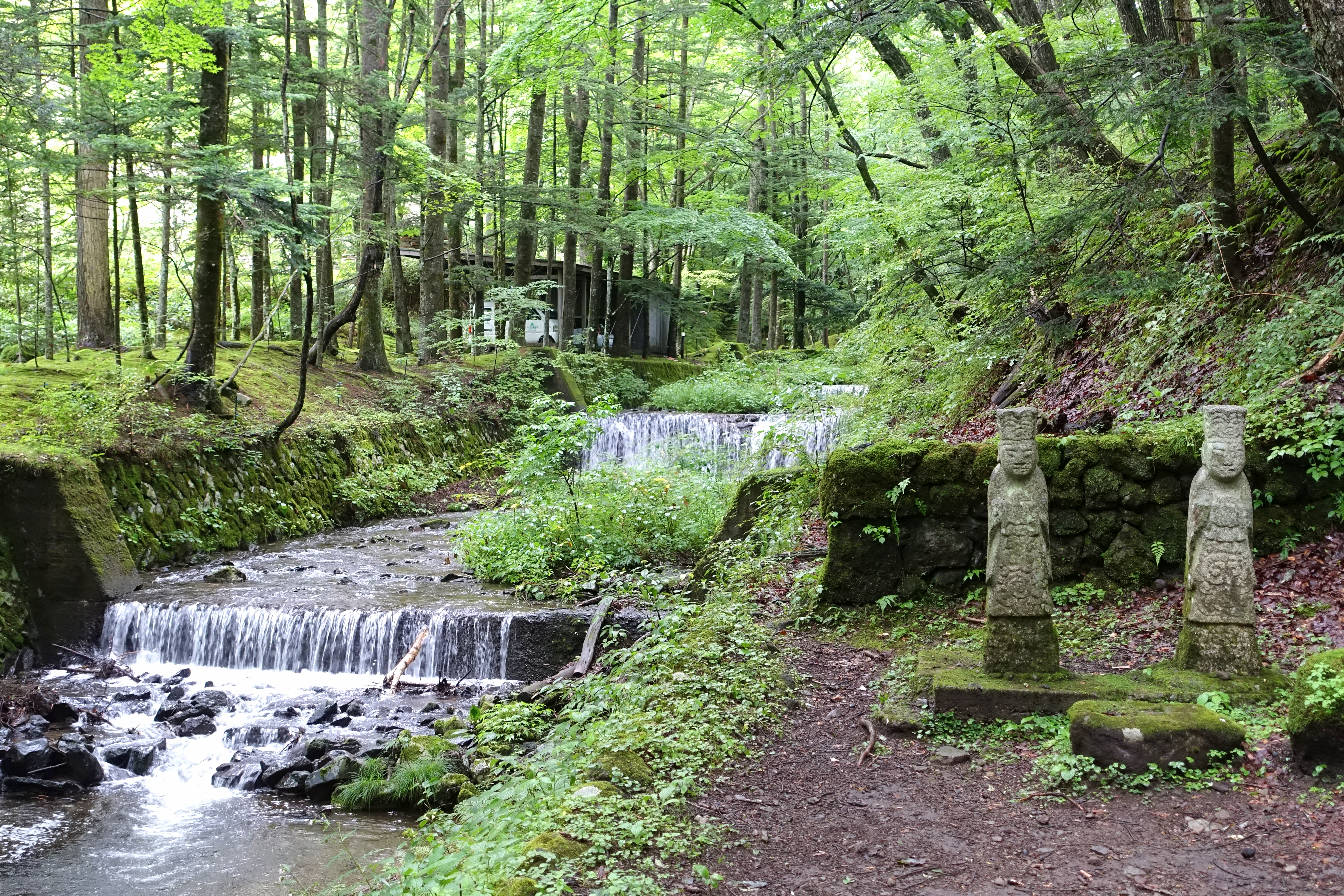
矢ヶ崎川と室生犀星碑

四方を山や丘陵に囲まれた高原であり、起伏豊かな地形を形成している。また水資源が豊富であり、町内には滝や、河川を堰き止めた湖・池が多く見られる（#景勝地参照）。町の北側一帯は上信越高原国立公園であり、重要野鳥生息地（IBA）、国指定鳥獣保護区に指定されている。
- 最高地点 2,568メートル（浅間山山頂）
- 最低地点 798.7メートル
- 軽井沢駅は標高約940メートル。

### 山地
- 浅間山
- 碓氷峠
- 石尊山
- 小浅間山
- 一ノ字山
- 留夫山
- 鼻曲山
- 風越山
- 離山
- 愛宕山
- 矢ヶ崎山
- 押立山
- 八風山

### 河川
- 湯川
- 濁川
- 精進場川
- 矢ヶ崎川
- 泥川
- 雲場川
- 茂沢川
- 中沢川
- 熊沢川
- 発地川

### 隣接する自治体
- 長野県
  - 佐久市
  - 北佐久郡：御代田町
- 群馬県
  - 高崎市
  - 安中市
  - 甘楽郡：下仁田町
  - 吾妻郡：長野原町、嬬恋村

## 気候

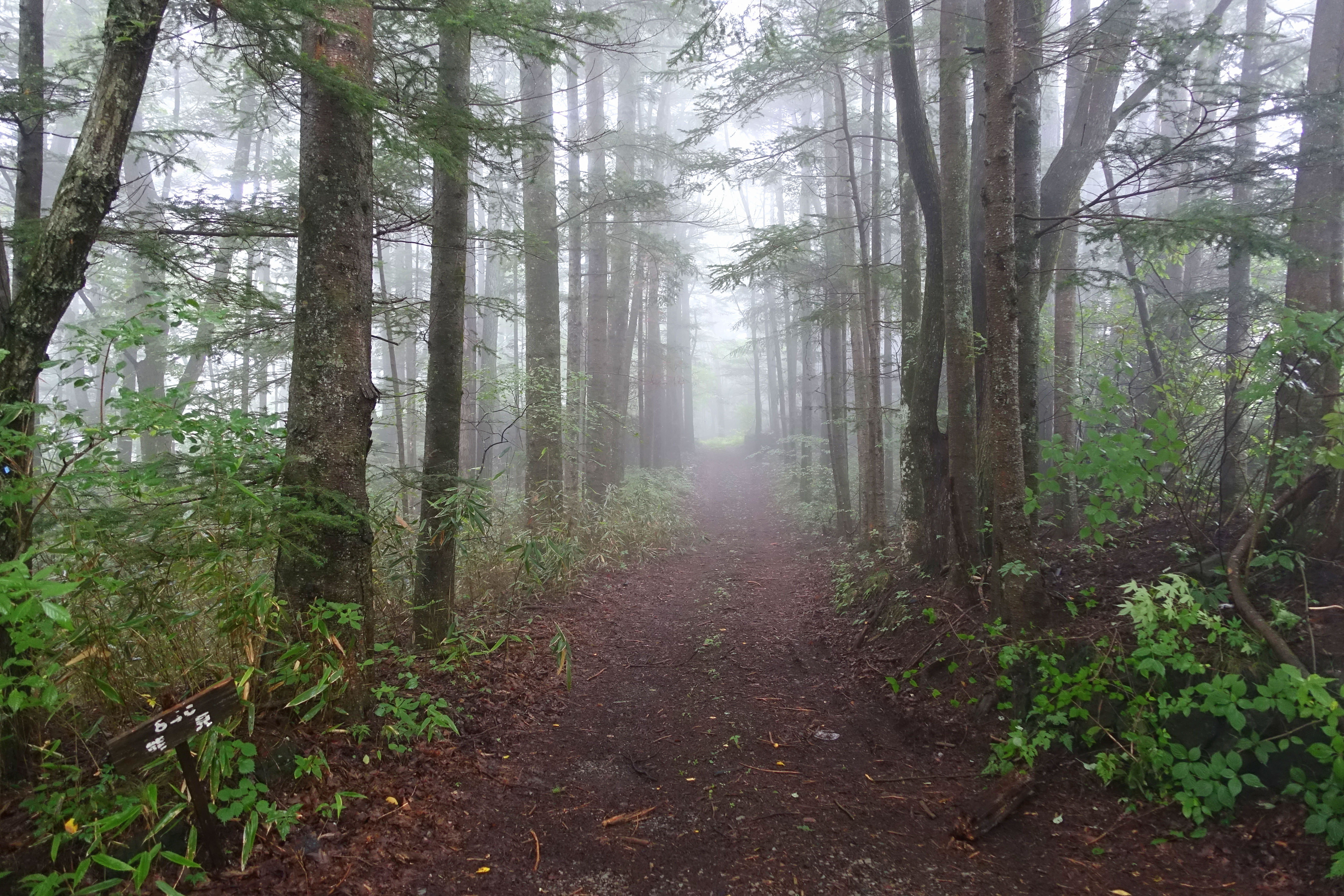
霧に包まれた小径

ケッペンの気候区分によると、軽井沢町は湿潤大陸性気候または亜寒帯湿潤気候（Dfb）に属する。7月から8月にかけての日平均気温は東京と比べて6℃程度低く、冷涼である。12月から2月にかけては日平均気温が氷点下となり、寒さが厳しい。冬季は-15℃前後の気温が観測されることも珍しくない。
降水量は夏季に多く、冬季は少ない。また、冬季は降雪量もさほど多くなく、夏季に比べて日照時間が長い。年間100日以上霧が発生し、湿度は年平均で80%程度となる。ただし、寒冷地であるため、不快感をもたらすことは少ない。
- 日最高気温 - 34.2℃（1946年7月16日）
- 日最低気温 - -21.0℃（1936年3月1日）
- 最大日降水量 - 318.8mm（1949年8月31日）
- 最大瞬間風速 - 36.3m/s（1959年8月14日）
- 最深積雪 - 99cm（2014年2月15日）
- 夏日最多日数 - 85日（2010年）
- 真夏日最多日数 - 22日（1995年）
- 猛暑日最多日数 - 0日（1955年～2013年）
- 熱帯夜最多日数 - 0日
- 冬日最多日数 - 180日（1943年寒候年）

| 軽井沢町大字追分（軽井沢特別地域気象観測所、標高999m）の気候 | 軽井沢町大字追分（軽井沢特別地域気象観測所、標高999m）の気候 | 軽井沢町大字追分（軽井沢特別地域気象観測所、標高999m）の気候 | 軽井沢町大字追分（軽井沢特別地域気象観測所、標高999m）の気候 | 軽井沢町大字追分（軽井沢特別地域気象観測所、標高999m）の気候 | 軽井沢町大字追分（軽井沢特別地域気象観測所、標高999m）の気候 | 軽井沢町大字追分（軽井沢特別地域気象観測所、標高999m）の気候 | 軽井沢町大字追分（軽井沢特別地域気象観測所、標高999m）の気候 | 軽井沢町大字追分（軽井沢特別地域気象観測所、標高999m）の気候 | 軽井沢町大字追分（軽井沢特別地域気象観測所、標高999m）の気候 | 軽井沢町大字追分（軽井沢特別地域気象観測所、標高999m）の気候 | 軽井沢町大字追分（軽井沢特別地域気象観測所、標高999m）の気候 | 軽井沢町大字追分（軽井沢特別地域気象観測所、標高999m）の気候 | 軽井沢町大字追分（軽井沢特別地域気象観測所、標高999m）の気候 |
| 月                                                           | 1月                                                          | 2月                                                          | 3月                                                          | 4月                                                          | 5月                                                          | 6月                                                          | 7月                                                          | 8月                                                          | 9月                                                          | 10月                                                         | 11月                                                         | 12月                                                         | 年                                                           |
| ------------------------------------------------------------ | ------------------------------------------------------------ | ------------------------------------------------------------ | ------------------------------------------------------------ | ------------------------------------------------------------ | ------------------------------------------------------------ | ------------------------------------------------------------ | ------------------------------------------------------------ | ------------------------------------------------------------ | ------------------------------------------------------------ | ------------------------------------------------------------ | ------------------------------------------------------------ | ------------------------------------------------------------ | ------------------------------------------------------------ |
| 最高気温記録 °C （°F）                                       | 16.1 (61)                                                    | 18.8 (65.8)                                                  | 22.6 (72.7)                                                  | 28.3 (82.9)                                                  | 29.5 (85.1)                                                  | 32.1 (89.8)                                                  | 34.2 (93.6)                                                  | 33.9 (93)                                                    | 31.3 (88.3)                                                  | 27.7 (81.9)                                                  | 23.3 (73.9)                                                  | 20.7 (69.3)                                                  | 34.2 (93.6)                                                  |
| 平均最高気温 °C （°F）                                       | 2.3 (36.1)                                                   | 3.5 (38.3)                                                   | 7.8 (46)                                                     | 14.3 (57.7)                                                  | 19.2 (66.6)                                                  | 21.5 (70.7)                                                  | 25.3 (77.5)                                                  | 26.3 (79.3)                                                  | 21.7 (71.1)                                                  | 16.2 (61.2)                                                  | 11.2 (52.2)                                                  | 5.3 (41.5)                                                   | 14.6 (58.3)                                                  |
| 日平均気温 °C （°F）                                         | −3.3 (26.1)                                                  | −2.6 (27.3)                                                  | 1.1 (34)                                                     | 7.0 (44.6)                                                   | 12.3 (54.1)                                                  | 16.0 (60.8)                                                  | 20.1 (68.2)                                                  | 20.8 (69.4)                                                  | 16.7 (62.1)                                                  | 10.5 (50.9)                                                  | 4.8 (40.6)                                                   | −0.5 (31.1)                                                  | 8.6 (47.5)                                                   |
| 平均最低気温 °C （°F）                                       | −8.2 (17.2)                                                  | −8.0 (17.6)                                                  | −4.5 (23.9)                                                  | 0.6 (33.1)                                                   | 6.3 (43.3)                                                   | 11.8 (53.2)                                                  | 16.4 (61.5)                                                  | 17.1 (62.8)                                                  | 13.0 (55.4)                                                  | 6.3 (43.3)                                                   | −0.2 (31.6)                                                  | −5.3 (22.5)                                                  | 3.8 (38.8)                                                   |
| 最低気温記録 °C （°F）                                       | −20.3 (−4.5)                                                 | −19.6 (−3.3)                                                 | −21.0 (−5.8)                                                 | −11.6 (11.1)                                                 | −6.1 (21)                                                    | −0.9 (30.4)                                                  | 5.0 (41)                                                     | 7.0 (44.6)                                                   | −0.2 (31.6)                                                  | −6.5 (20.3)                                                  | −11.8 (10.8)                                                 | −18.0 (−0.4)                                                 | −21.0 (−5.8)                                                 |
| 降水量 mm （inch）                                           | 36.8 (1.449)                                                 | 36.8 (1.449)                                                 | 68.3 (2.689)                                                 | 81.0 (3.189)                                                 | 108.8 (4.283)                                                | 154.6 (6.087)                                                | 191.8 (7.551)                                                | 141.6 (5.575)                                                | 193.5 (7.618)                                                | 151.1 (5.949)                                                | 52.5 (2.067)                                                 | 29.6 (1.165)                                                 | 1,246.2 (49.063)                                             |
| 降雪量 cm （inch）                                           | 44 (17.3)                                                    | 38 (15)                                                      | 33 (13)                                                      | 5 (2)                                                        | 0 (0)                                                        | 0 (0)                                                        | 0 (0)                                                        | 0 (0)                                                        | 0 (0)                                                        | 0 (0)                                                        | 1 (0.4)                                                      | 19 (7.5)                                                     | 141 (55.5)                                                   |
| 平均降水日数 （≥0.5 mm）                                     | 6.8                                                          | 6.8                                                          | 9.8                                                          | 10.3                                                         | 11.3                                                         | 14.7                                                         | 17.0                                                         | 13.1                                                         | 13.2                                                         | 10.4                                                         | 6.8                                                          | 6.3                                                          | 126.5                                                        |
| 平均降雪日数                                                 | 20.2                                                         | 17.5                                                         | 15.4                                                         | 4.8                                                          | 0.0                                                          | 0.0                                                          | 0.0                                                          | 0.0                                                          | 0.0                                                          | 0.1                                                          | 3.2                                                          | 15.7                                                         | 75.8                                                         |
| % 湿度                                                       | 76                                                           | 74                                                           | 72                                                           | 70                                                           | 75                                                           | 85                                                           | 87                                                           | 87                                                           | 89                                                           | 87                                                           | 80                                                           | 78                                                           | 80                                                           |
| 平均月間日照時間                                             | 181.6                                                        | 191.8                                                        | 194.8                                                        | 204.6                                                        | 198.5                                                        | 144.8                                                        | 138.6                                                        | 162.7                                                        | 126.6                                                        | 140.3                                                        | 162.5                                                        | 171.9                                                        | 2,022                                                        |
| 出典：気象庁 (平均値：1991年-2020年、極値：1925年-現在)      |                                                              |                                                              |                                                              |                                                              |                                                              |                                                              |                                                              |                                                              |                                                              |                                                              |                                                              |                                                              |                                                              |

## 歴史
- 縄文時代中期から後期 - 当町の南部に、北方文化形式の最南端の遺跡が所在[26]。
- 鎌倉時代(1250年頃) - 長倉牧が置かれる[26]。
- 1596年-1615年（慶長年間） - 中山道が整備され、これ以降、浅間三宿（軽井沢宿・沓掛宿・追分宿）が繁栄する[26]。
- 江戸時代 - 小諸藩領となる[26]。
- 1622年（元和8年） - 徳川忠長領となる[26]。
- 1624年（寛永元年） - 小諸藩領へ戻る[26]。
- 1662年（寛文2年） - 甲府藩領となる[26]。
- 1682年（天和2年） - 坂木藩領となる[26]。
- 1688年-1704年（元禄年間） - 幕府領となる[26]。
- 1783年8月5日（天明3年7月8日） - 浅間山が天明の大噴火を起こす。
- 1884年5月 - 碓氷新道が竣工[26]。
- 1885年 - 横川-軽井沢間に馬車が通る[26]。
- 1886年 - カナダ人の宣教師アレクサンダー・クロフト・ショーと東京帝国大学英文科講師ジェームズ・メイン・ディクソンが軽井沢を避暑地として紹介[26]。
- 1888年9月5日 - 横川駅 - 軽井沢駅間で碓氷馬車鉄道が営業開始。
- 1888年12月1日 - 直江津駅 - 軽井沢駅間の官設鉄道（後の信越本線→しなの鉄道線）の駅として、軽井沢駅開設。
- 1893年4月1日 - 官設鉄道 横川駅 - 軽井沢駅間（碓氷峠区間）、アプト式ラックレールを採用し開業。これに伴い、碓氷馬車鉄道は廃線。
- 1893年 - 八田裕二郎が日本人として初めて別荘を建てる[26]。
- 1894年 - 亀屋ホテル（後の万平ホテル）創業。
- 1906年 - 三笠ホテルが開業。
- 1909年 - 国有鉄道線路名称制定に伴い、高崎駅 - 新潟駅間を信越線（しんえつせん）と命名。
- 1912年 - 信越線 横川駅 - 軽井沢駅間が電化。
- 1912年 - 半田善四郎が土地分譲・別荘分譲を始める[26]。
- 1914年 - 信越線 高崎駅-新潟駅間が信越本線に改称。
- 1916年 - 野澤源次郎[27]が土地分譲・別荘分譲を始め、島田三郎らにより軽井沢避暑団が設立される[26]。
- 1918年 - 堤康次郎が沓掛区有林を買収し、千ヶ滝一帯に別荘地を形成[26]。
- 1920年 - 堤康次郎が鬼押出しを買収する[26]。
- 1920年 - 堤康次郎が大字発地の原野を買収、南軽井沢と名付け一帯に別荘地・競馬場・飛行場を形成。
- 1923年 - 東長倉村が町制施行・改称して軽井沢町となる。
- 1926年 - 草軽電気鉄道の延伸が終了し、軽井沢から草津温泉まで列車に乗って向かうことができるようになる。
- 1941年ころ - 外国人の強制疎開、各国大使館・民間人・学童疎開などで人口が急増[26]。
- 1945年 - ホテルやゴルフ場が米軍へ接収される[26]。
- 1947年 - 満州からの大日向開拓団が借宿の国有林に入植[26]。避暑客のための臨時列車が運行開始[26]。
- 1947年 - 昭和天皇が千ヶ滝開拓地大日向地区、町立軽井沢東小学校に行幸（昭和天皇の戦後巡幸）[28]。
- 1951年 - 国際親善文化観光都市指定。
- 1956年 - 軽井沢スケートセンター営業開始[26]。
- 1963年 - 世界オールラウンドスピードスケート選手権大会開催[26]。
- 1964年 - 東京オリンピック開催（総合馬術）。
- 1962年 - 国土計画が南軽井沢に「レイクニュータウン」の造成を開始。
- 1970年3月18日 - 軽井沢駅前で火災が発生。商店、住宅などの密集地に加え水の便が悪かったため28戸が全焼[29]。
- 1971年11月11日 - 碓氷バイパス開通。
- 1972年2月19日 - 28日 - あさま山荘事件。
- 1973年8月1日 - 町民憲章制定
- 1974年 - 「レイクニュータウン」に三越百貨店ファッション館「三越シュベルニー城」が開業。
- 1981年4月1日 - 防災行政無線運用開始。
- 1993年3月27日 - 上信越自動車道藤岡IC-佐久IC間開通。碓氷軽井沢IC（群馬県碓氷郡松井田町(現・安中市)内）開設。
- 1995年7月22日 - 西武プロパティーズ（2009年7月1日まで西武商事株式会社）が軽井沢駅南口前にアウトレットモール「軽井沢・プリンスショッピングプラザ」を開業。
- 1997年10月1日 - 北陸新幹線高崎駅 - 長野駅間開業。これに伴い、信越本線の横川駅 - 軽井沢駅間は廃止され、ジェイアールバス関東碓氷線に転換。軽井沢駅 - 篠ノ井駅間はしなの鉄道に移管し、しなの鉄道線に改称。
- 1998年 - 長野オリンピック開催（カーリング）。
- 2001年9月 - 三越ファッション館「三越シュベルニー城」が閉館。
- 2002年11月1日 - 青少年委員会などにより、防災行政無線放送等変更。
- 2009年7月11日 - 星野リゾートが中軽井沢・星野地区に「ハルニレテラス」を開業。
- 2015年4月1日 - 防災行政無線放送等変更。

### 行政区域の変遷
- 1889年（明治22年）4月1日 - 町村制の施行により、軽井沢村・峠町および長倉村の一部（沓掛・塩沢新田・借宿）の区域をもって東長倉村が発足。
- 1923年（大正12年）8月1日 - 東長倉村が町制施行・改称して軽井沢町となる。村制時の3大字を継承[26]。
- 1942年（昭和17年）5月8日 - 西長倉村を編入。同村大字長倉を当町大字長倉に編入。他に2大字を加えて5大字となる[26]。
- 1957年（昭和32年）2月1日 - 御代田町の一部（茂沢の一部）を編入[30]。大字茂沢が起立して6大字となる[26]。
- 1959年（昭和34年）4月1日 - 追分の一部（西鰍沢）が御代田町に編入[31]。
- 1960年（昭和35年）3月 - 沓掛区を「中軽井沢」に改称。大字長倉の一部より中軽井沢地区が起立[26]。
- 1971年 - 区画整理事業により、大字軽井沢の一部より軽井沢地区が起立[26]。
- 1973年 - 区画整理事業により、大字軽井沢の一部より軽井沢東地区が起立し、6大字・3地区となる[26]。

## 人口
2021年現在まで、人口、別荘数ともに長らく増加傾向が続いてきたが、特に新型コロナウイルスが流行して以降、その増加率は高まりを見せている。地方移住の需要増加により、2020年の同町の人口（転入）は全国の町村で最も高くなり、住宅地、商業地ともに地価は上昇、住宅地の上昇率は県内トップであった。また、国内リゾートの需要増加により、別荘地の地価も上昇、一部報道では物件不足とまで言われている。この傾向は、コロナ収束後も急に冷え込むとは考えにくいとされており、町は歓迎しつつも、乱開発やブランドイメージ低下につながらないよう、注意深く見守るとしている。長野県内の町では箕輪町に次いで2番目に人口が多く、また飯山市のそれを上回っている。
| |                                          |  |
| 軽井沢町と全国の年齢別人口分布（2005年） | 軽井沢町の年齢・男女別人口分布（2005年） |  |
| ■紫色 ― 軽井沢町 ■緑色 ― 日本全国 | ■青色 ― 男性 ■赤色 ― 女性                |  |
| 軽井沢町（に相当する地域）の人口の推移 \| 1970年（昭和45年） \| 13,373人 \| \| \| 1975年（昭和50年） \| 13,951人 \| \| \| 1980年（昭和55年） \| 14,195人 \| \| \| 1985年（昭和60年） \| 15,051人 \| \| \| 1990年（平成2年） \| 15,464人 \| \| \| 1995年（平成7年） \| 15,345人 \| \| \| 2000年（平成12年） \| 16,181人 \| \| \| 2005年（平成17年） \| 17,144人 \| \| \| 2010年（平成22年） \| 19,018人 \| \| \| 2015年（平成27年） \| 18,994人 \| \| \| 2020年（令和2年） \| 19,188人 \| \| |                                          |  |
| 総務省統計局 国勢調査より |                                          |  |
| 1970年（昭和45年） | 13,373人                                 |  |
| 1975年（昭和50年） | 13,951人                                 |  |
| 1980年（昭和55年） | 14,195人                                 |  |
| 1985年（昭和60年） | 15,051人                                 |  |
| 1990年（平成2年） | 15,464人                                 |  |
| 1995年（平成7年） | 15,345人                                 |  |
| 2000年（平成12年） | 16,181人                                 |  |
| 2005年（平成17年） | 17,144人                                 |  |
| 2010年（平成22年） | 19,018人                                 |  |
| 2015年（平成27年） | 18,994人                                 |  |
| 2020年（令和2年） | 19,188人                                 |  |

## 環境

### 軽井沢町民憲章
わたくしたちは、雄大な浅間山にいだかれた高原の町軽井沢の町民です。

わたくしたちは、国際親善文化観光都市の住民にふさわしい世界的視野と未来への展望に立って、ここに町民憲章を制定します。
一　世界に誇る清らかな環境と風俗を守りつづけましょう
一　すべての来訪者に心あたたかく接しましょう
一　かおり高い伝統と文化を育てあげましょう
一　緑ゆたかな高原の自然を愛しまもりましょう
一　明るい家庭と伸びゆく町を築きあげましょう
出典：

### 法令・宣言
- 軽井沢国際親善文化観光都市建設法
- 自然公園法 上信越高原国立公園地域
- 長野県景観条例 浅間山麓景観育成重点地域
  - 軽井沢町景観育成基準ガイドライン
  - 景観住民育成協定6地区認定
- 長野県屋外広告物条例 特別規制地域
- 長野県自然環境保全条例
- 軽井沢町環境基本条例
- 軽井沢町まちづくり基本条例
- 自然保護のための土地利用行為の手続き等に関する条例及び同施行規則
- 軽井沢町の善良なる風俗維持に関する条例及び同要綱
- 軽井沢町自然保護対策要綱
- 保健休養地軽井沢100宣言
- マンション軽井沢メソッド宣言
- 軽井沢まちなみ宣言
- 軽井沢町CO2排出実質ゼロ宣言
- 良質な軽井沢の別荘地宣言

## 行政
- 軽井沢町役場

2023年度（令和5年度）における財政力指数は1.52で、全国で3番目に高い値であった。
| 歴順 | 氏名         | 就任         | 退任         | 主な出来事 |
| ---- | ------------ | ------------ | ------------ | --- |
| 初代 | 土屋三郎     | 大正12年08月 | 大正13年07月 | 東長倉村町制開始、直ちに軽井沢町に改称 |
| 2代  | 佐藤直吉     | 大正13年07月 | 昭和03年07月 | 「輕井澤町報」創刊 |
| 3代  | 佐藤直吉     | 昭和03年07月 | 昭和07年07月 | 上水道完成（軽井沢水道・沓掛水道） |
| 4代  | 佐藤直吉     | 昭和07年07月 | 昭和10年04月 | 「軽井沢観光協会」設立 |
| 5代  | 川嶋深周     | 昭和10年04月 | 昭和12年02月 | 「軽井沢避暑地開発五十周年式典」挙行 |
| 6代  | 土屋源一郎   | 昭和12年02月 | 昭和16年02月 | 旧軽井沢商店街大火 軽井沢駅～沓掛駅間道路舗装 |
| 7代  | 土屋源一郎   | 昭和16年02月 | 昭和20年02月 | 「町立軽井沢高等女学校（現・長野県軽井沢高等学校）」創立 |
| 8代  | 土屋源一郎   | 昭和20年02月 | 昭和21年05月 | 終戦 |
| 9代  | 佐藤恒雄     | 昭和21年05月 | 昭和22年04月 | 「満州国大日向開拓団」引き揚げ、借宿地籍に入植 |
| 10代 | 佐藤恒雄     | 昭和22年04月 | 昭和26年04月 | 初の公職選挙による町長選出 「キティ台風（昭和24年台風第10号）」 |
| 11代 | 佐藤恒雄     | 昭和26年04月 | 昭和30年04月 | 沓掛大火 「軽井沢国際親善文化観光都市法」公布 「浅間山米軍演習地問題」勃発 |
| 12代 | 佐藤不二男   | 昭和30年05月 | 昭和34年04月 | 「軽井沢町の善良なる風俗維持に関する条例」制定 「軽井沢町風俗審議会」発足 |
| 13代 | 佐藤不二男   | 昭和34年04月 | 昭和38年04月 | 「軽井沢ユースホステル」開業 「草軽電気鉄道」廃線 |
| 14代 | 佐藤不二男   | 昭和38年04月 | 昭和40年03月 | 「町営旧軽井沢駐車場」開業 「オリンピック東京大会 総合馬術競技」開催 |
| 15代 | 佐藤今朝市郎 | 昭和40年04月 | 昭和44年04月 | 「役場新庁舎」落成 「近藤友右衛門公徳碑」旧碓氷峠見晴台に落成 |
| 16代 | 佐藤今朝市郎 | 昭和44年04月 | 昭和47年05月 | 新軽井沢地区駅前大火 「軽井沢観光会館」落成 連合赤軍浅間山荘事件 |
| 17代 | 佐藤正人     | 昭和47年06月 | 昭和51年06月 | 「軽井沢町自然保護審議会条令」公布 「軽井沢病院」総合病院として新築移転 |
| 18代 | 佐藤正人     | 昭和51年06月 | 昭和55年06月 | 「軽井沢町立図書館（現・軽井沢町立離山図書館）」開館 「軽井沢町善良なる風俗を維持するための要網」公布 |
| 19代 | 佐藤正人     | 昭和55年06月 | 昭和59年06月 | 「軽井沢町資料館（現・歴史民俗資料館）」開館 「上水道管理センター」竣工 |
| 20代 | 佐藤正人     | 昭和59年06月 | 昭和63年06月 | 「追分宿郷土館」開館 「保険休養地”軽井沢100”記念宣言」議決 |
| 21代 | 佐藤正人     | 昭和63年06月 | 平成02年12月 | 「北陸新幹線 高崎～軽井沢 間」着工 |
| 空席 |              | 平成02年12月 | 平成03年02月 | 町長職務代理 助役 山田増二（佐藤正人町長の逝去による措置） |
| 22代 | 松葉邦男     | 平成03年02月 | 平成07年02月 | 「上信越自動車道」開通 軽井沢町全域を「屋外広告物特別規制地域」に指定 「軽井沢ナショナルトラスト」発足 「堀辰雄文学記念館」開館 |
| 23代 | 松葉邦男     | 平成07年02月 | 平成11年02月 | 「第1回 軽井沢町民カーリング大会」開催 「軽井沢プリンスショッピングプラザ」開業 「浅間山火山噴火災害危険地域予想図」全戸配布 「北陸新幹線」開通 「長野冬季オリンピック カーリング競技」開催 「室生犀星別荘（現・室生犀星記念館）」公開 |
| 24代 | 佐藤雅義     | 平成11年02月 | 平成15年02月 | |
| 25代 | 佐藤雅義     | 平成15年02月 | 平成19年02月 | |
| 26代 | 佐藤雅義     | 平成19年02月 | 平成23年02月 | |
| 27代 | 藤巻進       | 平成23年02月 | 平成27年02月 | |
| 28代 | 藤巻進       | 平成27年02月 | 平成31年02月 | |
| 29代 | 藤巻進       | 平成31年02月 | 令和05年02月 | |
| 30代 | 土屋三千夫   | 令和05年02月 | 現職         | |

## 議会

### 長野県議会
2023年長野県議会議員選挙
- 選挙区：佐久市・北佐久郡選挙区
- 定数：4人
- 投票日：2023年4月9日
- 当日有権者数：117,053人
- 投票率：44.40％

| 候補者名 | 当落 | 年齢 | 所属党派   | 新旧別 | 得票数   |
| -------- | ---- | ---- | ---------- | ------ | -------- |
| 花岡賢一 | 当   | 43   | 無所属     | 現     | 11,164票 |
| 大井岳夫 | 当   | 46   | 自由民主党 | 現     | 10,744票 |
| 小山仁志 | 当   | 47   | 無所属     | 現     | 10,253票 |
| 藤岡義英 | 当   | 51   | 日本共産党 | 元     | 9,996票  |
| 竹花美幸 | 落   | 57   | 自由民主党 | 現     | 9,140票  |

2019年長野県議会議員選挙
- 選挙区：佐久市・北佐久郡選挙区
- 定数：4人
- 投票日：2019年4月7日
- 当日有権者数：116,508人[39]
- 投票率：50.96％

| 候補者名 | 当落 | 年齢 | 所属党派   | 新旧別 | 得票数   |
| -------- | ---- | ---- | ---------- | ------ | -------- |
| 大井岳夫 | 当   | 42   | 自由民主党 | 新     | 12,693票 |
| 花岡賢一 | 当   | 39   | 無所属     | 現     | 11,285票 |
| 小山仁志 | 当   | 43   | 無所属     | 現     | 11,264票 |
| 竹花美幸 | 当   | 53   | 無所属     | 新     | 8,716票  |
| 藤岡義英 | 落   | 47   | 日本共産党 | 現     | 8,603票  |
| 市川将明 | 落   | 38   | 無所属     | 新     | 6,093票  |

### 衆議院
- 選挙区：長野3区（上田市、小諸市、佐久市、千曲市、東御市、南佐久郡、北佐久郡、小県郡、埴科郡）
- 任期：2021年10月31日 - 2025年10月30日
- 投票日：2021年10月31日
- 当日有権者数：399,168人
- 投票率：59.32％

| 当落 | 候補者名 | 年齢 | 所属党派                            | 新旧別 | 得票数    | 重複 |
| ---- | -------- | ---- | ----------------------------------- | ------ | --------- | ---- |
| 当   | 井出庸生 | 43   | 自由民主党                          | 前     | 120,023票 | ○    |
| 比当 | 神津健   | 44   | 立憲民主党                          | 新     | 109,179票 | ○    |
|      | 池高生   | 53   | NHKと裁判してる党弁護士法72条違反で | 新     | 3,722票   | ○    |

## 名誉町民
| 推挙年月     | 氏名       | 説明                         | 詳細 |
| ------------ | ---------- | ---------------------------- | --- |
| 昭和32年12月 | 加藤與五郎 | 工業界を代表する発明家       | 理学博士。300余の特許を獲得。昭和8年フェライト製コア、磁石およびアルミナの三大発明はわが国の工業界に画期的な発展をもたらした。昭和32年、85歳で軽井沢に自費で研修所を開き、35年には敷地を取得して創造科学教育研究所を創設。若き科学者の育成に努めた。 昭和17年 正三位勲二等・昭和27年 藍綬褒章・昭和32年 文化功労章 昭和42年8月13日逝去                  |
| 昭和33年03月 | 佐藤萬平   | 万平ホテルの創立者           | 明治27年、軽井沢町で最初の洋式ホテル（万平ホテル）を創立。海外ホテル業視察研究の成果を発揮し、わが国のホテル業界の発展と、当町の保健休養地としての発展に貢献、数多くの公共事業に尽力した。 昭和18年 紺綬褒章 昭和33年1月25日 逝去 |
| 昭和38年06月 | 荻原豊次   | 保温折衷苗代の考案者         | 永年にわたる農業改良の研究により、保温折衷苗代を考案、高冷地における水稲栽培の画期的進歩に貢献。昭和27年藍綬褒章を受章、昭和28年農林大臣表彰、その他農業改良技術の功績により幾多の表彰を受ける。 昭和40年 勲五等双光旭日章 昭和53年2月10日 逝去 |
| 平成01年09月 | 星野嘉助   | 自然保護と観光振興に尽力     | 星野温泉を経営する傍ら、日本野鳥の会に加入し、野鳥の研究、野鳥愛護思想の普及と自然保護に尽力する。昭和30年、軽井沢観光協会の設立とともに会長に就任、誘客運動に努め、観光事業の振興と地域の経済発展に貢献した。 昭和51年 勲六等単光旭日章 昭和57年12月1日 逝去                                                                                           |
| 平成01年09月 | 市村きよじ | 軽井沢夏期大学を支えた功労者 | 夫、今朝蔵氏とともに、戦時中中断した軽井沢夏期大学の再開に奔走。昭和24年の再開にこぎつけ、今日の基礎を築く。中学校新築や図書館の建設に多額の私財を寄付するなど、当町の教育文化施設の強化に尽力した。 昭和51年 紺綬褒章 平成6年11月28日 逝去 |
| 平成01年09月 | 水沢邦暠   | 歴史文化の保護に功績         | 昭和27年、公選制の教育委員会発足と同時に委員に就任、教育行政の進展に貢献。昭和41年当町助役に選任。その後、文化財審議委員会をはじめ多くの行政委員を歴任し、当町の伝統ある歴史文化を内外に広く普及した。 昭和52年 勲五等瑞宝章 平成13年5月6日 逝去 |
| 平成03年03月 | 佐藤正人   | 町政進展に貢献               | 昭和47年、軽井沢町長に就任し、5期18年、町政進展のために貢献する。昭和54年北佐久郡町村会長、昭和60年長野県町村会副会長に就任。数多くの役員、審議会委員を歴任し、広域にわたる地方自治振興に尽力した。 平成2年 正六位勲四等瑞宝章 平成2年12月23日 逝去 |
| 平成18年06月 | 大賀典雄   | 音楽文化の振興に寄与         | ソニー株式会社の名誉会長、相談役を務め、東京フィルハーモニー交響楽団会長兼理事長などを歴任。軽井沢町の音楽文化振興のため、私財を投じて軽井沢大賀ホールを建設、平成16年12月町に寄贈。軽井沢少年少女合唱団・軽井沢ジュニアオーケストラの創設等音楽文化の振興に貢献した。 昭和63年 藍綬褒章・平成13年 勲一等瑞宝章・平成17年 紺綬褒章 平成23年4月23日 逝去 |

## 姉妹都市
- カンポス・ド・ジョルドン市（ブラジル・サンパウロ州）1968年6月締結
- ウィスラー市（カナダ・ブリティッシュコロンビア州）1999年3月3日締結
- バギオ市（フィリピン・ベンゲット州）2005年締結

## 教育

### 学校
- 信州大学軽井沢オフィス
- 長野県軽井沢高等学校
- 軽井沢町立軽井沢中学校
  - 学区:町内全区域
- 軽井沢町立軽井沢東部小学校
  - 学区:峠町区、小瀬区、旧軽井沢区、新軽井沢区、成沢区、南ケ丘区、南軽井沢区、離山区
- 軽井沢町立軽井沢中部小学校
  - 学区:塩沢区、中軽井沢区、古宿区、星野区、塩壷区、千ヶ滝中区、千ヶ滝西区、鳥井原区、油井区、馬取区、上発地区、下発地区、杉瓜区、風越団地区、ニュータウン区
- 軽井沢町立軽井沢西部小学校
  - 学区:借宿区、大日向区、追分区、三ツ石区、茂沢区、浅間台団地区、つくしヶ丘区
- 軽井沢風越学園（私立）
- ユナイテッド・ワールド・カレッジISAKジャパン（私立）
- 軽井沢西保育園
- 軽井沢中保育園
- 軽井沢東保育園
- 軽井沢南保育園
- 聖ヨゼフ保育園
- 聖パウロ幼稚園

### 学校の保養施設
- 追分寮（東洋英和女学院）[40]
- 追分寮（東京都立八潮高等学校）[41]
- 追分寮（青山学院高等部）[42]
- 追分寮（三輪田学園中学校・高等学校）[43]
- 追分山荘（鷗友学園女子中学校・高等学校）[44]
- 軽井沢寮（共立女子学園）[45]
- 軽井沢寮（東京女学館）[46]
- 三泉寮（日本女子大学）[47]

など

### 社会教育施設
一部冬季休館する施設がある。

#### 町立
- 軽井沢町立図書館（中軽井沢図書館、離山図書館）
- 軽井沢町歴史民俗資料館
- 軽井沢町追分宿郷土館
  - 旧近衛文麿別荘・市村記念館
- 軽井沢町植物園（風越公園内）
- 軽井沢型絵染美術館（個人のギャラリーであるが、2000年（平成12年）に施設・所蔵品全部が町に寄贈され開館した）
- 室生犀星記念館（金沢市の施設とは別）
- 堀辰雄文学記念館
- ショーハウス記念館
- 大日向開拓記念館(大日向公民館内）
- 旧雨宮邸・蔵「ギャラリー蔵」（貸しスペース）
- （旧）軽井沢駅舎記念館（2017年（平成29年）3月31日閉館。建物は町有のまましなの鉄道に貸し出され駅舎に改装された。同年10月27日よりしなの鉄道軽井沢駅旧駅舎口となった。同日、駅舎内に子供向けレクリエーション施設「森の小リスキッズくらぶ」が開業した。2018年（平成30年）3月には「森の小リスキッズステーションin軽井沢」や駅ナカ商業スペース「しなの屋KARUIZAWA」もオープンした[48]。

#### 私立
- 中山道69次資料館
- セゾン現代美術館
- ルヴァン美術館
- 軽井沢タリアセン - 軽井沢高原文庫、ペイネ美術館、深沢紅子野の花美術館、旧朝吹山荘「睡鳩荘」
- ムーゼの森 - 軽井沢絵本の森美術館、エルツおもちゃ博物館
- 小さな美術館軽井沢草花館
- 軽井沢千住博美術館
- 軽井沢現代美術館
- 軽井沢ニューアートミュージアム
- 田崎美術館
- 旧軽井沢森ノ美術館（トリックアートミュージアム旧軽井沢）
- 脇田美術館
- 軽井沢安東美術館
- 軽井沢小さなカルタ館
- 軽井沢上野美術館
- 南ヶ丘美術館・三五荘資料館
- 浅見光彦記念館・浅見光彦倶楽部クラブハウス
- BITOHAエフェクト・アート&デザイン（貸しスペース）
- 軽井沢ワールドトイミュージアム（2007年（平成19年）11月26日閉館）

## 産業
北陸新幹線やしなの鉄道線、浅間サンラインや日本ロマンチック街道を介して隣接する、長野県の御代田町・小諸市・佐久市・東御市・上田市、群馬県の嬬恋村・長野原町・草津町・安中市・下仁田町と大規模な経済圏を形成しており、軽井沢町はその中核をなす（近年では「大軽井沢経済圏」という呼称がある）。また軽井沢町は、東日本からの長野県への玄関口としての役割も担っている。

### 立地企業
- 星野リゾート
- FM軽井沢
- 協和ビジョン
- ヤッホーブルーイング
- 軽井沢ブルワリー
- フォンス
- 丸山珈琲
- 笹沢建設（町内の建築を多数手掛ける）

ほか多数
町内に大規模な工場を建設することは規制されているため、軽井沢と称する企業や軽井沢に所在する企業などによる大規模な工場は、近隣の自治体に置かれている（御代田町#産業などを参照）。
歴史的に避暑客のために別地域から夏季限定で出店する形をとる商店が多かった軽井沢町では、軽井沢町にある店舗が最も著名であっても創業地や本社・本店は別地域にあるという企業が少なくなく、大きな特色となっている。その一例として、浅野屋やミカドコーヒーがある。
また、軽井沢の大正期以降のリゾート地としての大きな発展は、西武グループとともにあるといっても過言ではなく、現在でも西武は軽井沢に広大な土地を所有・管理しており、同地のリゾート産業を支えている。

### 特産品
- 軽井沢彫

明治時代に外国人向けに始められた伝統工芸。
- 霧下野菜

軽井沢で栽培される高原野菜のブランド名（ブランド野菜）。レタス、キャベツ、クレソン、トマトなどの西洋野菜であり、明治時代に外国人向けに栽培が始まった。
- 天然氷

明治時代に、外国人の食生活に必須な冷蔵庫の冷却機能として使うため、天然氷を氷室に貯蔵し、各別荘の冷蔵庫の大きさに合わせて切断した氷を定期的に配達したのが始まり。町内にある蔵元は、現在では1ヶ所（渡辺商会）のみ。
- ジャム

明治時代に外国人向けに生産が始まった。原材料であるイチゴ、ブルーベリー、ルバーブなどの果物の栽培から町内で行われているものがある。
ウイスキーの銘柄『軽井沢』は世界トップの評価を受けたことで世界的にも知られるが、その蒸留所（メルシャン軽井沢美術館）は、実際には隣接する自治体の御代田町に存在していた。同じく町内に本社を構えるクラフトビール製造会社の『ヤッホーブルーイング』『軽井沢ブルワリー』の2社についても、その醸造所は隣接する自治体の佐久市に存在している。これらの理由については、前述の#立地企業で記したとおり。

### 企業の保養施設
- 東レ
- 豊田通商
- 文藝春秋
- 吉野石膏
- ブリヂストン
- 東芝
- TDK
- 東京メトロ
- 博報堂
- 三陽商会

ほか多数

## 交通

### 鉄道
東日本旅客鉄道
- 北陸新幹線
  - 軽井沢駅

しなの鉄道
- ■しなの鉄道線
  - 軽井沢駅 - 中軽井沢駅 - 信濃追分駅

### 道路
- 上信越自動車道

町内にインターチェンジはない。最寄りICは碓氷軽井沢IC（群馬県安中市松井田町）。
- 国道18号
- 国道146号（日本ロマンチック街道）
- 県道43号下仁田軽井沢線（プリンス通り）
- 県道80号小諸軽井沢線（浅間サンライン）
- 県道92号松井田軽井沢線
- 県道133号旧軽井沢軽井沢停車場線
- 県道137号借宿小諸線
- 県道157号豊昇茂沢中軽井沢停車場線
- 浅間－白根火山ルート鬼押ハイウェー（有料道路）
- 白糸ハイランドウェイ
- 妙義荒船林道

### バス
- 西武観光バス
- 草軽交通
- 千曲バス
- ジェイアールバス関東（碓氷線）
- 軽井沢町内循環バス
  - 東・南廻り線（西武観光バスに委託）
  - 北廻り線（草軽交通に委託）
  - 西コース（千曲バスに委託）

## 名所・旧跡・観光スポット
以下は、戦前に外国人向けに出版された軽井沢への旅行案内の一部である。
What is the fascination of this little mountain ‘machi’? There are those who declare that Karuizawa in the only place in Japan where one can have the best of both worlds, the varying delights of Old and New Japan, the perfection of untouched natural scenery alongside the amenities of suburban life. It suits all tastes. Some go there for rest and quiet and the opportunity to study; others look forward to the golf, tennis, […] . The botanist, the bird-lover, and the entomologist all find themselves in the happiest of hunting-grounds. For the hiker, Karuizawa is beyond compare as the starting point for day-long walks through the woods and over the hills, and also for more ambitious trip to Ikao, Kusatsu, Nikko, or the Japan Alps.（山岳にあるこの小さな「町」の魅力は何でしょうか。軽井沢は、日本の新旧さまざまな娯楽、手つかずの自然景観と郊外生活の快適さ、これら両方の好いとこ取りをした日本で唯一の場所だと断言する人たちもいます。すべての人の好みに合います。休息と静寂、そして勉強の機会を求めて行く人もいれば、ゴルフ、テニス、…などを楽しみにする人もいます。植物学者、野鳥愛好家、そして昆虫学者は皆、最も幸せなハンティング・グラウンドにいることに気付きます。ハイカーにとっても、軽井沢は、森の中や丘の上を一日かけて歩くための出発地点として、また、伊香保、草津、日光、日本アルプスなどへの野心的な旅行のための出発地点として、比類のない場所です。）—Edward Vivian Gatenby, "Karuizawa and Nojiri", 1935
以下、軽井沢町公式ホームページの町の施設のご案内も参照。

### 名所・旧跡
- 追分宿
- 旧軽井沢メインストリート（旧軽井沢銀座、軽井沢宿）
- 旧三笠ホテル（町有）
- 八田別荘（町有）
- 旧田中角榮家別荘（元徳川圀順軽井沢別荘）（公益財団法人田中角榮記念館所有。非公開）
- 幸福の谷
- 旧細川侯爵邸の桂並木（非公開）
- 三笠通りのからまつ並木
- 軽井沢町旧スイス公使館（指定有形文化財）
- 軽井沢外国人墓地

### 文学碑・記念碑
避暑地・別荘地となって多くの著名人が訪れた経緯から、近現代の人物に関する碑が多いのが特徴である。一部を挙げる。
- ショー氏記念碑 - 明治36年建立
- 芭蕉句碑（旧軽井沢・追分）- 旧軽井沢は天保14年建立、追分は寛政5年建立
- 鹿島卯女句碑
- 山口誓子句碑 - 昭和50年建立
- 相馬御風歌碑 - 昭和23年建立
- 与謝野寛・晶子夫妻の歌碑 - 昭和46年に建立
- 吉田絃二郎夫妻歌碑
- 朱楽菅江狂歌碑
- 北原白秋歌碑
- 沖野岩三郎歌碑
- 五島茂・美代子夫妻歌碑
- 弘田龍太郎曲碑
- 杉浦翠子歌碑（離山・峠町）- 離山は昭和36年建立、峠町は昭和42年建立
- 皇后陛下御歌碑 - 平成15年建立
- 天皇陛下御製碑 - 平成26年建立
- 有島武郎終焉地碑
- 室生犀星文学碑
- 中村真一郎文学碑 - 平成14年建立
- 沓掛時次郎碑 - 昭和27年建立
- 中西悟堂詩碑
- 立原道造詩碑 - 平成5年建立
- 正宗白鳥詩碑
- タゴール記念像 - 昭和55年建立
- 堤康次郎先生之像 - 昭和46年建立
- シャーロック・ホームズ像 - 昭和63年建立

### 景勝地
見晴台は江戸時代以来の景勝地で、群馬県安中市松井田町側に跨る峠町の茶店各店も当時から営業。他は軽井沢が避暑地になってから造成されたり、人の手が加えられている場所が多い。雲場池・レマン湖（（南）軽井沢湖）・塩沢湖は近代以降の人造湖。白糸の滝も人工的に拡張・改変されている。
- 雲場池・雲場川風致地区（池の水源はホテル鹿島ノ森の敷地内の湧水「御膳水」）
- 軽井沢レイクガーデン（レマン湖）
- 塩沢湖（元はアイススケート場）・鷲穴用水
- 白糸の滝
- 竜返しの滝
- 赤滝（血の滝）
- 血の池・おはぐろ池
- 千ヶ滝・御影用水
- 軽井沢野鳥の森
- （旧）碓氷峠 - 旧中山道、見晴台、峠町、熊野皇大神社（県境に建つ）

### 老舗ホテル・旅館
- 油屋
- つるや旅館
- 万平ホテル
- 小瀬温泉ホテル
- 塩壺温泉ホテル
- 星のや 軽井沢（旧星野温泉ホテル）
- 軽井沢プリンスホテル（旧晴山ホテル）
- ホテル鹿島の森（旧鹿島の森ロッヂ）

### コンサートホール
- 軽井沢大賀ホール
- 軽井沢コルネ音楽堂
- 軽井沢ヴィラ・セシリア音楽堂

### 教会
町内には12の教会とその他複数の修道院・キリスト教信徒修養施設が存在する。以下に主な教会を挙げる。
- 軽井沢ショー記念礼拝堂
- 軽井沢ユニオンチャーチ
- 日本基督教団軽井沢教会
- 軽井沢聖パウロカトリック教会
- 軽井沢高原教会
- 石の教会・内村鑑三記念堂

### 公園・スポーツ施設
- 軽井沢会テニスコート
- 矢ヶ崎公園
- 風越公園 - 風越公園アイスアリーナ、スカップ軽井沢、軽井沢アイスパーク、軽井沢町植物園
- 追分第二運動場
- 湯川ふるさと公園
- 浅間ふれあい公園
- 長倉公園
- 旧軽井沢ゴルフクラブ
- 軽井沢ゴルフ倶楽部
- 軽井沢72ゴルフ（周辺に同じくプリンスホテル系列のゴルフ場・練習場が数施設ある）
- 中軽井沢カントリークラブ
- 三井の森軽井沢カントリークラブ
- オーソルヴェール軽井沢倶楽部（旧・軽井沢ナインハンドレッド倶楽部）

### ショッピング
- 旧軽井沢メインストリート
- チャーチストリート軽井沢
- 軽井沢・プリンスショッピングプラザ
- ハルニレテラス
- ツルヤ軽井沢店（スーパー）
- デリシア軽井沢店（スーパー）
- 軽井沢発地市庭（農産物直売所）
- 軽井沢書店（書店。CCC経営）

### 温泉
いずれもそれぞれ数施設の立ち寄り湯と温泉宿があるのみであり、他の地域でいう温泉街に当たるものは存在しない。
- 小瀬温泉
- ゆうすげ温泉
- 八風温泉（塩沢温泉）
- 塩壺温泉
- 星野温泉
- 千ヶ滝温泉

## 諸施設

### 地域交流
- 軽井沢観光会館
- 軽井沢町都市施設さわやかハット
- 軽井沢町地域交流施設くつかけテラス
- 軽井沢町 中央公民館
- 旧軽井沢公民館
- 追分公民館
- 成沢公民館
- 借宿公民館
- 南ヶ丘公民館
- 三ツ石公民館
- 南軽井沢公民館
- 新軽井沢会館

### 警察
- 長野県警察軽井沢警察署
- 軽井沢警察署 軽井沢駅前交番
- 軽井沢警察署 旧軽臨時交番（避暑客や観光客のために夏季のみ旧軽井沢銀座近くに開設される。明治35年[54]から続けられている）
- 軽井沢警察署 中軽井沢駐在所
- 軽井沢警察署 西地区警察官駐在所

### 消防
- 佐久広域連合消防本部 軽井沢消防署
- 軽井沢町消防団

### 郵便局
- 軽井沢郵便局
- 軽井沢駅前郵便局
- 軽井沢追分郵便局
- 千ヶ滝郵便局
- 中軽井沢郵便局

### 医療福祉
- 軽井沢町国民健康保険 軽井沢病院

## 行事
- 軽井沢若葉まつり（4月下旬-6月上旬）
- しなの追分馬子唄道中（7月最終日曜日）
- 軽井沢ショー祭（8月1日）

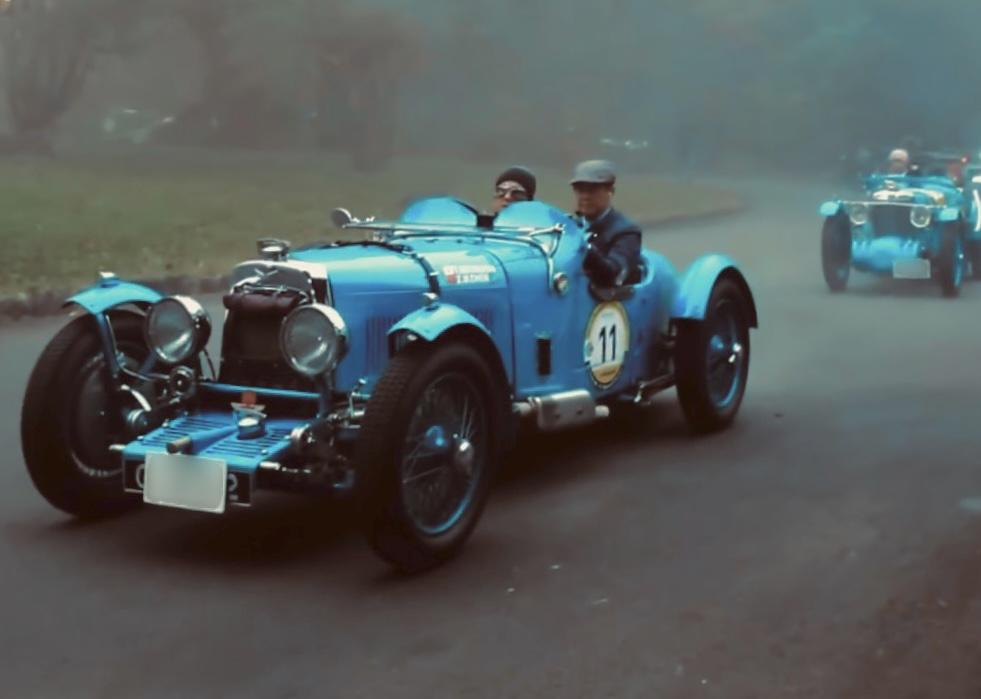
町内がかつて走行ルートになっていた自動車イベント「ラ・フェスタ・ミッレミリア」（2013）

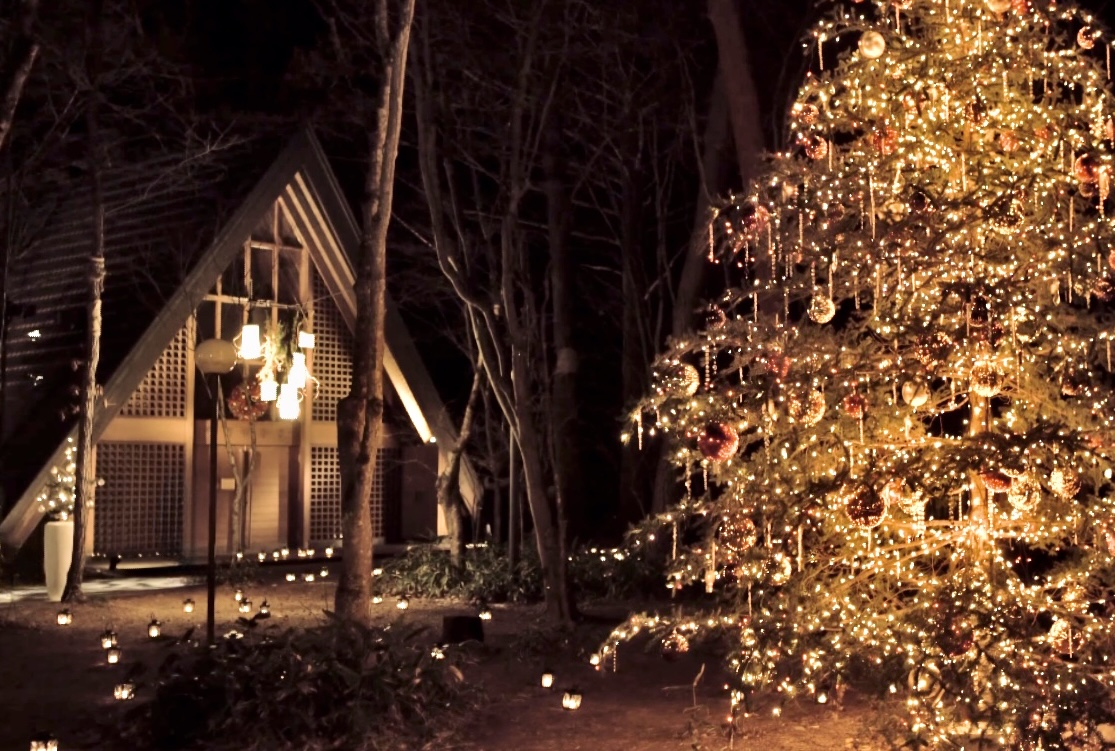
軽井沢高原教会で開催されるクリスマスイベント「クリスマスキャンドルナイト」（2018）

- 軽井沢紅葉まつり（10月1日-11月3日）
- 軽井沢ウィンターフェスティバル（11月下旬-1月下旬）

など

## 大字・地区
6大字3地区・30区がある。
| - 大字峠町 - 峠町区 - 大字軽井沢 - 旧軽井沢区 - 新軽井沢区 - 成沢区 - 南ヶ丘区 - 大字発地 - 南軽井沢区 - ニュータウン区 - 馬取区 - 上発地区 - 下発地区 - 風越団地区 - 杉瓜区 - 大字追分 - 追分区 - 三ツ石区 - 大字茂沢 - 茂沢区 | - 大字長倉 - 小瀬区 - 千ヶ滝中区 - 千ヶ滝西区 - 星野区 - 塩壺区 - 離山区 - 中軽井沢区 - 古宿区 - 借宿区 - つくしが丘区 - 浅間台団地区 - 大日向区 - 油井区 - 鳥井原区 - 塩沢区 - 軽井沢 - 軽井沢東 - 中軽井沢 |

小字名は別に存在する。別荘地の名称や観光案内のエリア区分等とは一致しない。また各地域の各別荘地では軽井沢郵便局が配達の便宜上別荘や別荘地内を区分し、個々の別荘に「ハウス番号」と呼ばれる数字やアルファベットなどを付けており、宅配業者などもこれを利用している。1926年（大正15年）以来行われており、別荘にも住居表示のように掲げられている。なおこれらは住居表示に関する法律とは無関係の記号であり、住民基本台帳法上の住所・地番とも異なる。

### 別荘地・観光案内等のエリア分け
不動産業者・観光業者などが概ね下記のような名称を用いてエリア分けを行っているが、これらは土地・別荘開発・販売業者が付けた別荘地の呼称や、観光案内等において用いられている名称であり、行政上の地名・地域区分として存在しているものではない。
- 旧軽井沢エリア（峠町・旧軽井沢・鹿島の森・三笠・愛宕・万平・桜ノ沢・泉の里・雲場・離山など）
- 新軽井沢エリア（新軽井沢・成沢・矢ヶ崎・南ヶ丘・南原など）
- 南軽井沢エリア（南軽井沢・レイクニュータウン・南ヶ丘白樺台・南平台・扇平・和美（安中市松井田町）など）
- 中軽井沢北エリア（小瀬・千ヶ滝中区・千ヶ滝西区・千ヶ滝東区・千ヶ滝山ノ手区・三井の森・泉ヶ丘・鶴溜・上ノ原・星野・塩壺など）
- 中軽井沢南エリア（塩沢・前沢・鳥井原・風越など）
- 西軽井沢・追分エリア（追分・茂沢・大日向・浅間台・借宿・つくしが丘など）

以下は町外
- 北軽井沢エリア（長野原町・嬬恋村）
- 奥軽井沢・浅間高原エリア（嬬恋村）
- 東軽井沢エリア（安中市松井田町）
- 西軽井沢・御代田エリア（御代田町）

## ゆかりのある外国人

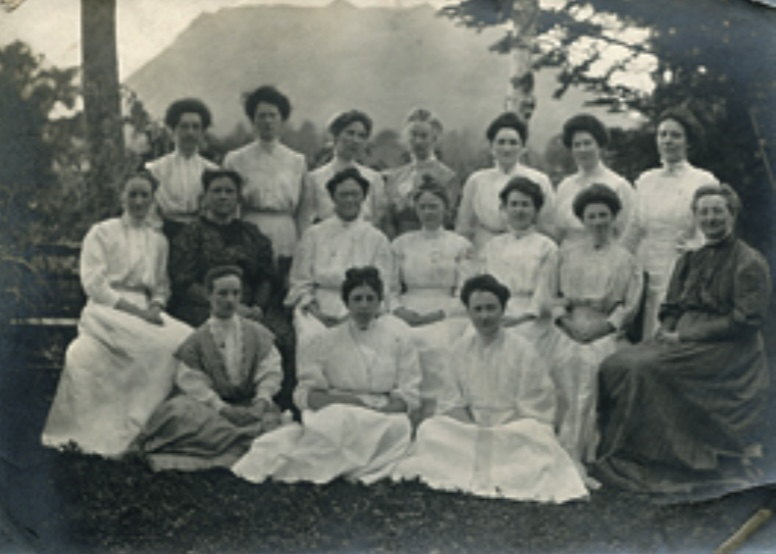
離山を背景にして写る婦人宣教師達（1910年代前半）。中列右端にイザベラ・ブラックモーア
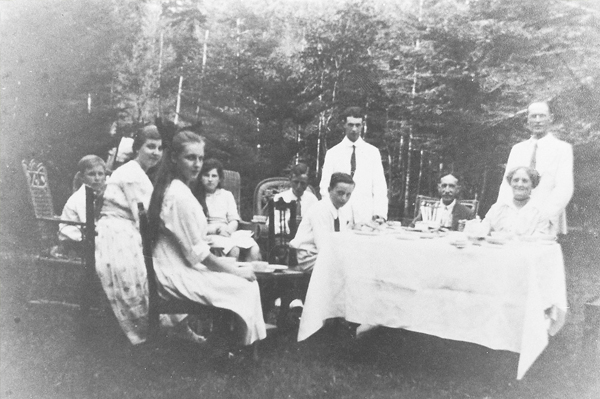
軽井沢の庭でガーデンパーティーを開く宣教師のノーマン家とウォーラー家（大正初期）
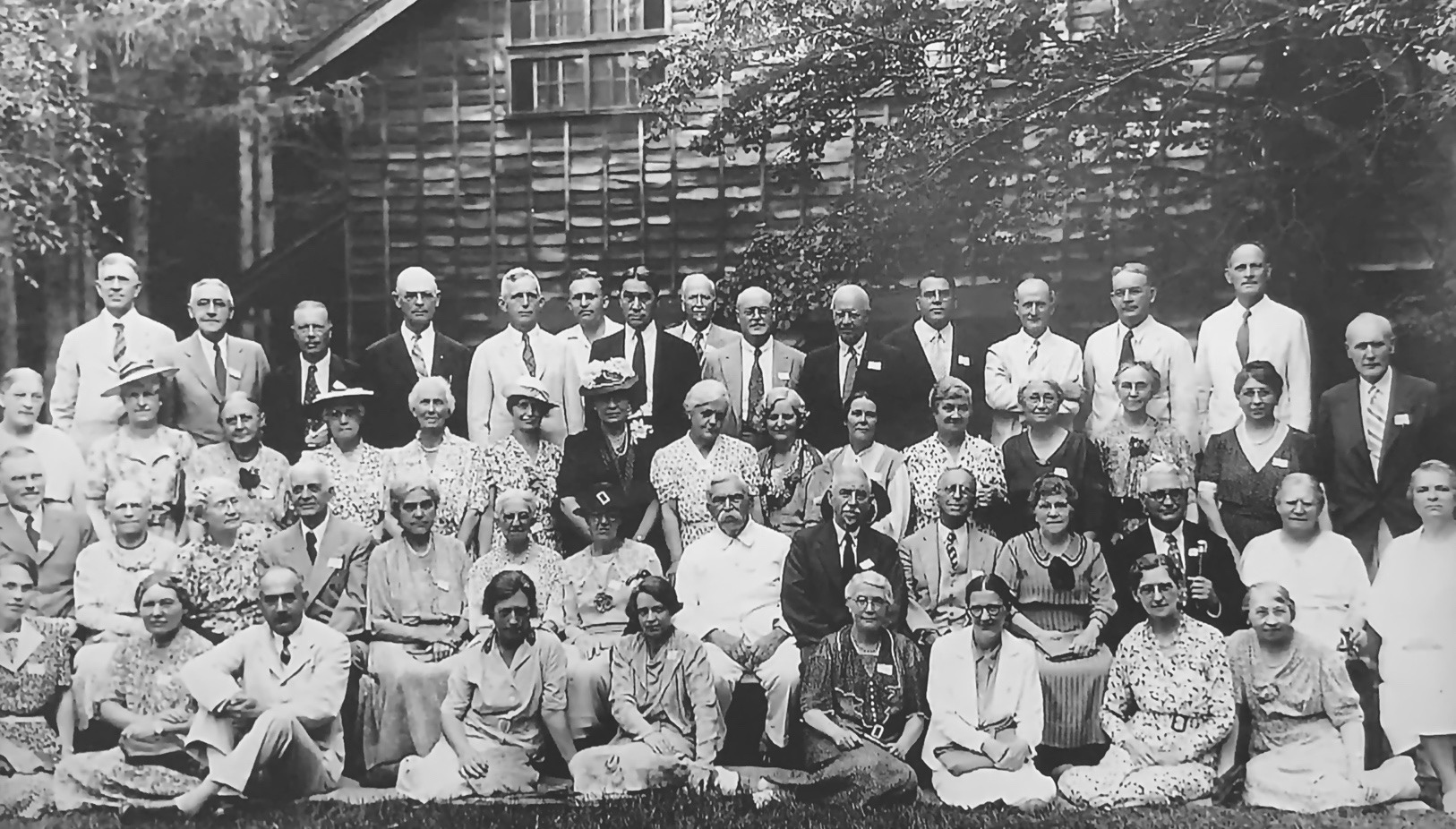
『軽井沢ユニオンチャーチ』を背景にして写る避暑客達（1933年夏）
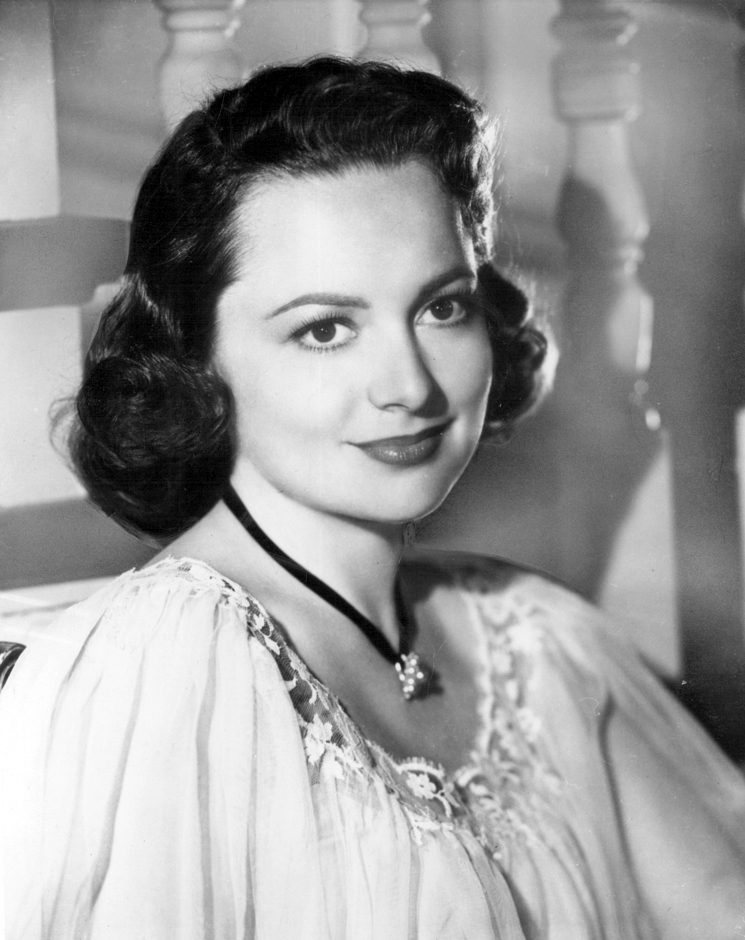
軽井沢に両親の別荘があったハリウッド女優のオリヴィア・デ・ハヴィランド
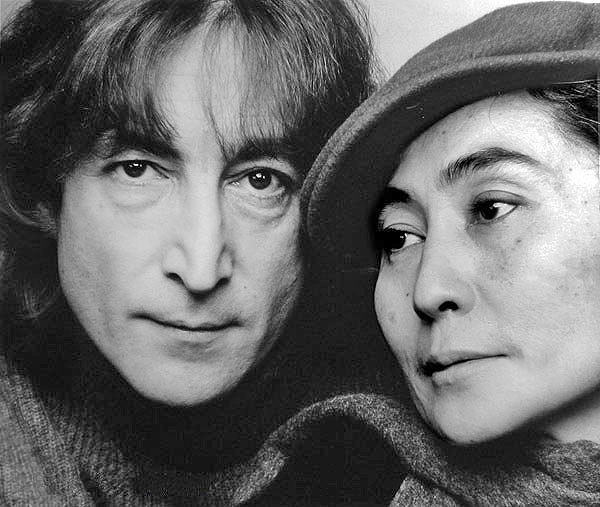
軽井沢に別荘があった世界的ミュージシャンのジョン・レノン、オノ・ヨーコ夫妻

特記がない限り別荘所有者または避暑客・長期滞在者である。一部を列挙する。
| - トーマス・ウィン（宣教師）- 別荘はのちに片山広子所有となり、現存 - ヘンリー・ルーミス（宣教師）- 軽井沢で死去 - オーガスト・カール・ライシャワー（宣教師）- 別荘が現存（登録有形文化財） - サムエル・フルトン（宣教師）- 軽井沢で死去 - セオドア・マクネア（宣教師） 明治学院大学教授を務めた。大学時代はカレッジフットボールのスター選手でもあった。 - アレクサンダー・ヘール（宣教師。医師）- 避暑中に浅間山の噴火によって息子を亡くす - ジェニー・カイパー（宣教師） - チャールズ・シュライバー・ライフスナイダー（宣教師） - チャールズ・ドージャー（宣教師）- 別荘が移築され現存 - ギデオン・ドレーパー（宣教師） - エドウィン・O・ライシャワー（オーガスト・ライシャワーの息子。東洋史研究者。外交官）- 日本人の妻ハルの別荘も別に現存（登録有形文化財） - エドガー・バンクロフト（弁護士。外交官）- 新渡戸稲造別荘で死去 - ウィリアム・キャメロン・フォーブス（外交官） 名門一族フォーブス家の成員で、フィリピン総督、駐日米国大使等を歴任、軽井沢の別荘にはチャールズ・リンドバーグを滞在させた。 - ウィリアム・ジョセフ・シーボルド（外交官）- 小林米珂の娘エディス嬢と軽井沢で出会い、結婚 - ジョセフ・グルー（外交官） - ウィリアム・メレル・ヴォーリズ（建築家。社会事業家）- 軽井沢で60棟以上の建築を手がけ、自身の別荘も現存 - ギャレット・ドロッパーズ（経済学者。お雇い外国人。外交官）- 避暑中にコーラ夫人が死去し、軽井沢外国人墓地に埋葬 - ベアトリス・レイン・スズキ（神智学者。鈴木大拙夫人） - カール・シャウプ（経済学者）- 軽井沢で「シャウプ勧告」を作成 - ドナルド・キーン（日本文学者） - エロイーズ・カニングハム（音楽家。教育者） - ロバート・アイケルバーガー（軍人）- 敗戦後、軽井沢を占領軍の保養地とする - エリザベス・ヴァイニング（司書。作家。皇室の家庭教師） - エドワード・ビカステス（宣教師） - ハンナ・リデル（宣教師） - サミュエル・ヒースレット（宣教師） 日本聖公会司教、イングランド・シェフィールド教区副司教等を務めた。 - ヒュー・フレイザー（外交官） - ジョン・ガビンズ（外交官。極東学者） - ヒュー・コータッツィ（外交官） - フランシス・ブリンクリー（ジャーナリスト。軍人） - ウォルター・オーガスタス・デ・ハヴィランド（教育者。弁理士）- 娘オリヴィア、ジョーンも幼少期に滞在 - ニール・ゴードン・マンロー（医師。考古学者。人類学者）- 「軽井沢サナトリウム」初代院長。軽井沢外国人墓地に分骨が埋葬 - エドワード・ガントレット（音楽家。語学者）- 日本人の恒と軽井沢で出会い、結婚 - バーナード・リーチ（陶芸家。画家。民藝運動家） - ジョン・レノン（音楽家。平和運動家） - デービッド・アトキンソン（実業家） - アレクサンダー・クロフト・ショー（宣教師）- 避暑地軽井沢の開拓者。別荘が復元され現存 - ダニエル・ノーマン（宣教師）-「軽井沢避暑団」初代理事。息子のハーバートは軽井沢生まれ - イザベラ・ブラックモーア（宣教師。教育者） - マーガレット・エリザベス・アームストロング（宣教師。教育者）- 別荘が現存（登録有形文化財） - ジョン・ダンロップ（宣教師）- 軽井沢で死去。軽井沢外国人墓地に埋葬 - ジョン・ウォーラー（宣教師） - アーサー・リー（宣教師） 日本聖公会の九州教区司教を務めた。 - ジョージ・サットン・パターソン（宣教師。外交官） 宣教師として活動した後、カナダ政府の駐中国代理大使、国連臨時朝鮮委員会カナダ代表等を歴任した。 | - ロマン・ローゼン（男爵。ロシア貴族。外交官） - レオニード・クロイツァー（ピアニスト。指揮者）- 戦時中、軽井沢に疎開 - アレクサンドル・モギレフスキー（ヴァイオリニスト）- 戦時中、軽井沢に疎開 - ナデージダ・ニコラエヴナ・ド・ロイヒテンベルク（アレクサンドル・モギレフスキー元夫人。ピアニスト） ロイヒテンベルク公爵家、ボアルネ家成員の貴族で、フランス帝室、ロシア帝室の血を引く。子供の1人は軽井沢生まれ。 - ヴィクトル・ポクロフスキー（レーゲント） ニコライ堂で聖歌隊の指揮者を長らく務めた。戦時中、軽井沢に疎開。 - ワルワーラ・ブブノワ（画家。前衛芸術運動家）- 戦時中、軽井沢に疎開 - 小野アンナ（ワルワーラ・ブブノワの妹。ヴァイオリニスト）- 戦時中、軽井沢に疎開 - ヴィクトル・スタルヒン（元プロ野球選手）- 戦時中、軽井沢に疎開 - ブルーノ・ペツォルト（仏教研究者。作家。ハンカ・シェルデルップ・ペツォルトの夫）- 戦時中、軽井沢に疎開し、1949年に軽井沢で死去 - オイゲン・オット（外交官）- 戦時中、軽井沢に別荘を構える - マンフレート・グルリット（作曲家。指揮者）- 戦時中、軽井沢に疎開 - エータ・ハーリヒ＝シュナイダー（チェンバリスト） 各地の音楽院で教鞭を取った。グッゲンハイム・フェロー、宝冠章受章。弟子にレネー・クレメンチッチなど。戦時中、軽井沢に疎開。 - フリッツ・カルシュ（教育者。外交官）- 戦時中、軽井沢に疎開 - テオドール・シュテルンベルク（法学者。お雇い外国人） 東京帝国大学をはじめとする多くの大学で教鞭を取り、法務省の顧問も務めた。戦時中、軽井沢に疎開。 - ヘルマン・ウォルシュケ（実業家）- 軽井沢外国人墓地に墓碑あり - ジャン・ピエール・レイ（フランス人宣教師）- 軽井沢で死去 - ロベール・ギラン（フランス人ジャーナリスト）- 戦時中、軽井沢に疎開 - ノエル・ヌエット（フランス人画家）- 戦時中、軽井沢に疎開 - カミーユ・ゴルジェ（スイス人外交官） 国際連盟政務局長、駐日スイス公使等を歴任した。戦時中、駐日公使として「深山荘」（現存）に疎開。 - サリー・ワイル（スイス人シェフ）- 戦時中、軽井沢に疎開 - アルバート・オルトマンス（オランダ人宣教師） - フォスコ・マライーニ（イタリア人写真家。登山家。人類学者。東洋学者）- 娘ダーチャらと避暑 - トパーツィア・アリアータ（フォスコ・マライーニ元夫人。イタリア人画家） アリアータ公爵家成員の貴族で、祖父にワイン醸造家として著名なサラパルータ公爵がいる。 - ヴィダール・バッゲ（スウェーデン人外交官） スウェーデン政府の駐フランス公使館顧問、駐日公使等を歴任した。戦時中、駐日公使として軽井沢に疎開。 - アントニン・レーモンド（チェコ人建築家）- 設計した教会1棟と自身の別荘2棟が現存 - レオ・シロタ（ウクライナ系ユダヤ人ピアニスト）- 戦時中、別荘「浄月庵」（現存）に疎開 - ベアテ・シロタ・ゴードン（レオ・シロタの令嬢。舞台芸術監督。フェミニスト） - ヨーゼフ・ローゼンシュトック（ポーランド系ユダヤ人指揮者）- 戦時中、軽井沢に疎開 - アルベール・ド・バッソンピエール（男爵。ベルギー貴族。外交官） - ヨセフ・モルナール（オーストリア人ハープ奏者） - ヒクソン・グレイシー（ブラジル人格闘家） - 辛格浩（別名:重光武雄。韓国人実業家） |

## ゆかりのある日本人

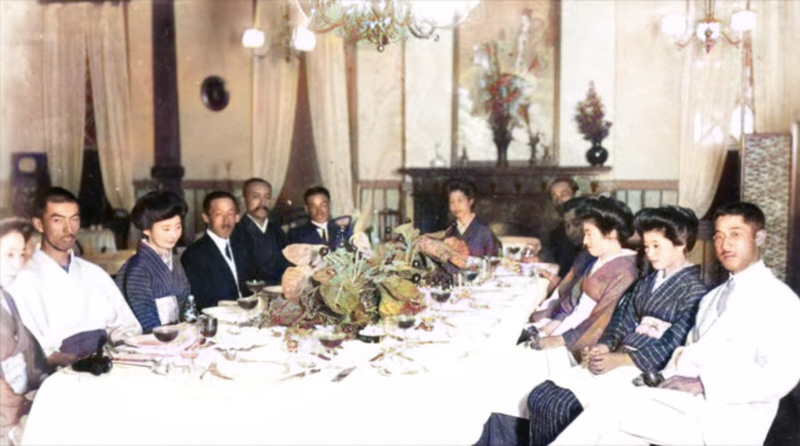
大正期に『三笠ホテル』で開かれた晩餐会の風景。写真右から西尾忠方子爵、近衛文麿公爵夫人（千代子）、徳川慶久公爵夫人（實枝子）、小説家の里見弴、小説家の有島武郎、毛利高範子爵夫人（賢子）、徳川義親侯爵、実業家の山本直良、黒田長和男爵、黒田長和男爵夫人（久子）、近衛文麿公爵、山本直良夫人（愛）
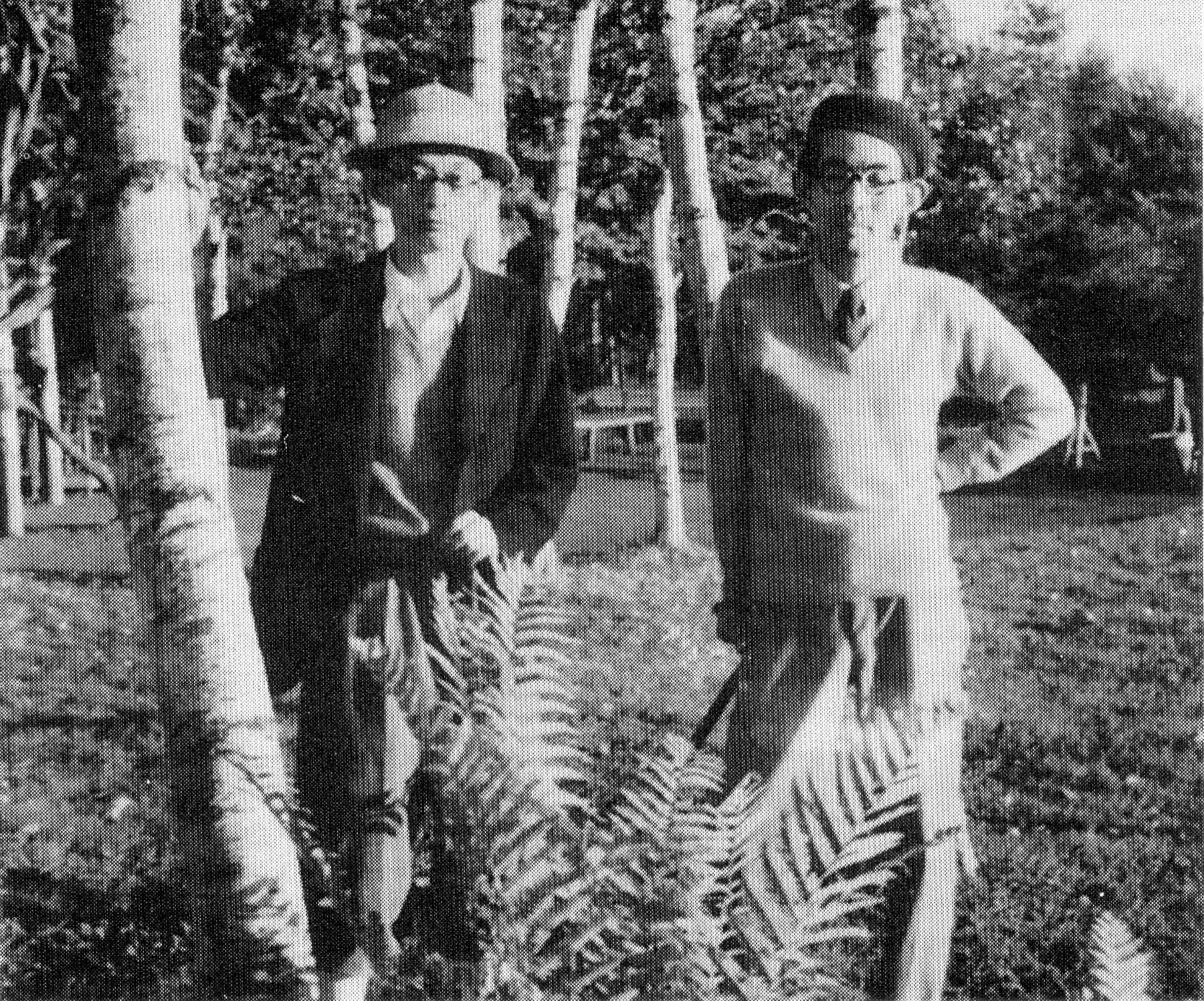
軽井沢を散策する小説家の川端康成（左）と堀辰雄（右）（1943年）
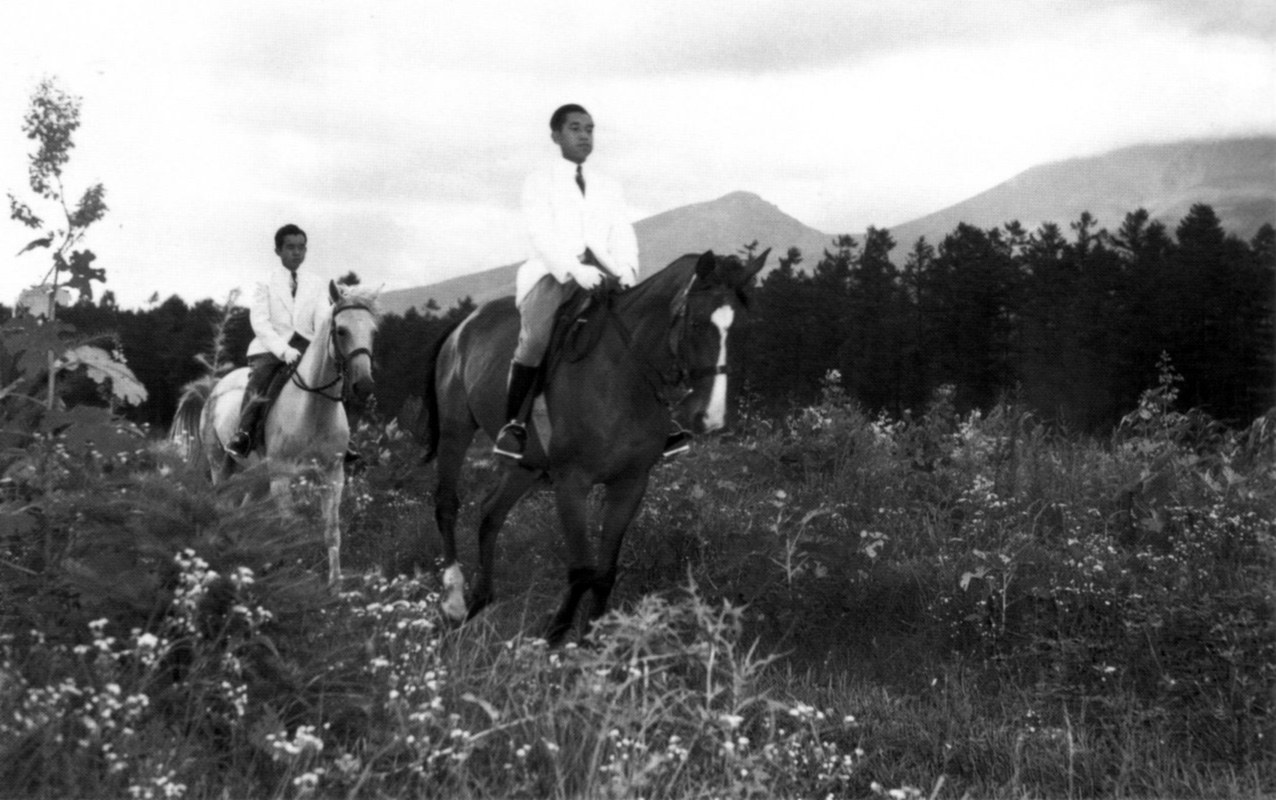
軽井沢の草原で乗馬を楽しむ皇族の明仁親王（手前）と正仁親王（奥）（1952年）

特記がない限り別荘所有者または避暑客・長期滞在者である。一部を列挙する。
| - 朝香宮鳩彦王（朝香宮家初代当主。軍人）- 別荘はのちに「プリンスホテル」（事実上の’’軽井沢御用邸’’）となり、現存 - 北白川宮永久王（北白川宮家第4代当主。軍人） - 竹田宮恒徳王（竹田宮家第2代当主。軍人） - 伏見宮博恭王（伏見宮家第23代当主。軍人） - 東久邇宮稔彦王（東久邇宮家初代当主。政治家）- 孫の壬生基博は「軽井沢会」理事 - 三笠宮崇仁親王（三笠宮家初代当主。軍人） - 貞明皇后（第123代天皇后）- 戦時中、旧末松謙澄別荘に疎開 - 上皇明仁（第125代天皇。上皇。魚類学者）- 美智子妃と軽井沢で出会い御成婚に至る - 上皇后美智子（第125代天皇后。上皇后）- 正田家の別荘あり - 皇后雅子（第126代天皇后） - 小和田家の別荘あり - 徳川圀順（公爵。水戸徳川家第13代当主。政治家。軍人）- 別荘はのちに田中角栄所有となり、現存（登録有形文化財） - 徳川慶久（公爵。徳川慶喜家第2代当主。政治家）- 「旧軽井沢ゴルフクラブ」初代理事長。別荘はのちに山崎種二所有となり、現存 - 近衛文麿（公爵。近衛家第30代当主。政治家）- 別荘が現存 - 徳川義親（侯爵。尾張徳川家第19代当主。政治家。植物学者） - 細川護立（侯爵。細川家第16代当主。政治家）- 孫護熙も別荘所有 - 前田利為（侯爵。前田本家第16代当主。軍人） - 鍋島直泰（侯爵。鍋島家第12代当主。政治家。ゴルファー） - 松平頼寿（伯爵。高松松平家第12代当主。政治家。教育者）- 別荘で死去 - 津軽承昭（伯爵。津軽家第12代当主）- 別荘（現・神言会軽井沢修道院）が現存 - 松平慶民（子爵。宮内官僚）- 黒田長和、竹屋春光、高木舜三らとともに「軽井沢運動協会」に日本人として初めて入会 - 相馬恵胤（子爵。陸奥相馬家第32代当主）- 妻の雪香と軽井沢で出会う - 福原俊丸（男爵。安芸福原家第27代当主） - 毛利重輔（男爵。吉敷毛利家第16代当主）- 避暑に向かう途中で事故死 - 鳥尾鶴代（子爵夫人）- GHQ要員チャールズ・L・ケーディスと軽井沢で逢引きする - 八田裕二郎（政治家。軍人） - 島田三郎らとともに「軽井沢避暑団」初代理事。日本人初の別荘として現存 - 小坂善之助（政治家）- 息子の順造、武雄は元「軽井沢会」理事長 - 後藤新平（政治家。医師）- 「軽井沢通俗夏季大学」初代総裁 - 尾崎行雄（政治家。教育者）- 「軽井沢避暑地50周年記念式典」名誉総裁 - 大隈重信（侯爵。政治家。教育者） - 桂太郎（公爵。政治家。軍人）- 別荘が現存 - 加藤高明（伯爵。政治家。外交官） - 鳩山一郎（政治家。弁護士）- 弟秀夫、孫由紀夫、邦夫も別荘所有 - 佐藤栄作（政治家）- 近所に三木武夫、中曽根康弘、橋本龍太郎などその他歴代首相の別荘があった - 麻生太郎（政治家。実業家）- 弟泰は「軽井沢会」理事 - 鈴木喜三郎（政治家）- その他政友会議員が多数別荘を構え、「政友村」「政治村」と呼ばれた - 来栖三郎（外交官）- 戦時中はアメリカ人のアリス夫人とともに別荘に疎開 - 寺崎英成（外交官）- 戦時中はアメリカ人のグエン夫人、娘マリコとともに別荘に疎開 - 東郷茂徳（外交官。政治家）- 戦時中はドイツ人のエディータ夫人、娘いせが別荘に疎開 - 雨宮敬次郎（実業家。投資家） - 明治期に軽井沢を開墾 - 川田小一郎（男爵。実業家。政治家）- 鳥居義処、川上操六とともに明治期に牧場を経営（川田牧場はのちに長男・川田龍吉が引き継ぐ） - 益田孝（実業家） - その他三井財閥重役の別荘多数 - 根津嘉一郎（実業家。政治家）- 別荘の土地がのちに「軽井沢プリンスホテル」となる - 安田善次郎（実業家）- 別荘でオノ・ヨーコの両親が出会う - 朝吹常吉（実業家）- 別荘「睡鳩荘」が現存。令嬢登水子は軽井沢の別荘史を執筆 - 堤康次郎（実業家。政治家）- 大規模なリゾート地開発を行う。子息義明、清二は別荘所有 - 山本直良（実業家）- 「三笠ホテル」創業者。孫の直純は軽井沢で長年にわたり音楽祭を開催 - 前田栄次郎（実業家）- 「前田郷」創業者 - 岩永裕吉（実業家）- 軽井沢で死去 - 石橋正二郎（実業家） - 鹿島守之助（実業家。政治家）- 鹿島一族の所有していた土地一帯は「鹿島の森」と呼ばれる - 御木本幸吉（実業家）- 子息隆三は「軽井沢会テニスコート」クラブハウスを寄贈 - 菅原通済（実業家。フィクサー） - 別荘が現存 - 陸奥イアン陽之助（伯爵。実業家。ジャーナリスト。映画監督） - 白洲次郎（実業家）- 元「軽井沢ゴルフ倶楽部」理事長 - 服部禮次郎（実業家）- 元「軽井沢会」理事長 - 大賀典雄（実業家。声楽家）- 軽井沢町名誉町民、「大賀ホール」創設者。ソニー創業者の盛田昭夫、井深大、同社社長の出井伸之も別荘所有 - 松田芳穂（実業家。自動車収集家） - 茂登山長市郎（実業家） - 徳川恒孝（実業家。徳川宗家第18代当主）- 「軽井沢会」理事 - 水野誠一（実業家。政治家） - 増田宗昭（実業家） - 熊谷正寿（実業家） - 藤田晋（実業家） | - 内村鑑三（キリスト教思想家・伝道者。聖書学者） - 新渡戸稲造（教育者。思想家。農学者）- 「軽井沢通俗夏季大学」初代学長。アメリカ人のメアリー夫人は軽井沢で死去 - 西村伊作（教育者。建築家。画家）- 別荘が現存し、孫の坂倉竹之助らも滞在 - 小野塚喜平次（政治学者） - 軽井沢で死去 - 松田智雄（経済史学者）- 元「軽井沢南原文化会」理事長 - 野村龍太郎（工学者。技術者。鉄道官僚）- 明治期に追分地区を別荘地として見出す - 加藤与五郎（化学者。工学者）- 軽井沢町名誉町民、「軽井沢文化協会」初代会長 - 小平邦彦（数学者）- 別荘が現存（登録有形文化財）。義兄の彌永昌吉も別荘所有 - 緒方貞子（国際政治学者） - 篠沢秀夫（フランス文学者） - 三浦瑠麗（国際政治学者） - 板垣鷹穂（美術評論家）- 別荘が現存 - 中西悟堂（野鳥研究家。歌人。詩人） - 青山胤通（男爵。医学者。内科医） - 佐々木政吉（医学者。内科医） - 河本重次郎（医学者。眼科医）- 別荘が現存 - 日野原重明（医学者） - 神谷美恵子（精神科医。文筆家） - 長井長義（薬学者）- ドイツ人のテレーゼ夫人は軽井沢で死去 - 林了（歯科医師。政治家）- 元「軽井沢会」理事長、「軽井沢観光協会」顧問。別荘が現存 - 西条八十（詩人。作詞家。仏文学者） - 与謝野晶子（歌人。作家。思想家） - 有島武郎（小説家） - 愛人の波多野秋子と別荘「浄月庵」（現存）で心中 - 堀辰雄（小説家） - 軽井沢文学を数多く執筆。軽井沢で死去。別荘、旧居が現存 - 阿部知二（小説家。英文学者。翻訳家）- 別荘が現存 - 沖野岩三郎（小説家。牧師）- 「軽井沢高原教会」初代牧師。軽井沢で死去 - 室生犀星（詩人。小説家）- 別荘「室生犀星記念館」が現存 - 川端康成（小説家。文芸評論家）- 別荘が2021年に解体され話題となる - 吉川英治（小説家）- 軽井沢でその他大勢の文士たちと交遊 - 加賀乙彦（小説家。医学者）- 「軽井沢高原文庫」館長 - 辻邦生（小説家。仏文学者）- 軽井沢で死去。別荘が現存 - 北杜夫（小説家。医学者）- 別荘（旧アーガル別荘）が現存 - 森瑤子（小説家）- 別荘（ハル・ライシャワー邸）が現存 - 延原謙（編集者。翻訳家）- シャーロック・ホームズ像がある - 下重暁子（随筆家。元NHKアナウンサー）- 軽井沢に関するエッセイ多数 - 阿川佐和子（随筆家。小説家。タレント）- 父弘之の別荘を受け継ぐ - 渡邉暁雄（指揮者。教育者）- フィンランド人の母シーリは戦時中、軽井沢に疎開 - 服部良一（作曲家。作詞家。編曲家）- 共同別荘「画架の森」が現存 - 加藤和彦（作曲家。編曲家）- 軽井沢のホテルで自殺（生前、軽井沢がお気に入りの場所であったという） - 加古隆（作曲家。ピアニスト） - 深沢紅子（画家）- アトリエ（旧堀辰雄別荘）が現存 - 脇田和（画家）- 共同別荘「画架の森」、アトリエ「脇田山荘」が現存（後者は登録有形文化財） - 小山敬三（画家） - 梅原龍三郎 （画家） - 吉村順三（建築家）- 代表的建築「吉村山荘」がある - 磯崎新（建築家） - 團紀彦（建築家）- 軽井沢町マスターアーキテクト - 芦田淳（服飾デザイナー） - 鳥居ユキ（服飾デザイナー） - 辻静雄（仏料理研究家。実業家） - 蜷川幸雄（映画監督） - 羽仁進（映画監督）- 「軽井沢BESEA」名誉会長 - 小山薫堂（放送作家。脚本家。実業家） - 假屋崎省吾（フラワーアーティスト） - 15代目市村羽左衛門（歌舞伎役者） - 2代目市川左團次（歌舞伎役者）- 別荘が「つるや旅館」の奥館として現存 - 2代目尾上松緑（歌舞伎役者。人間国宝） - 2代目市川猿翁（歌舞伎役者。俳優）- 別荘に稽古場が併設されていた - 7代目尾上菊五郎（歌舞伎役者。俳優）- 妻で女優の富司純子は「軽井沢ペット福祉協会」会員 - 森雅之（俳優。有島武郎の子息） - 田村正和（俳優） - 高峰秀子（女優。歌手） - 高峰三枝子（女優。歌手） - 司葉子（女優）- 「軽井沢ペット福祉協会」会員。夫は政治家の相沢英之 - 鰐淵晴子（女優。歌手。ヴァイオリニスト）- 旧チェコスロバキア公使館別荘に滞在 - 吉永小百合（女優。歌手） - 大竹しのぶ（女優。タレント。歌手） - 川島なお美（女優。タレント。歌手） - 松本重治（ジャーナリスト） - 小林彰太郎（自動車ジャーナリスト） - 磯村尚徳（元ニュースキャスター）- 「軽井沢ペット福祉協会」会長 - 幸田シャーミン（ジャーナリスト。元ニュースキャスター）- 「軽井沢BESEA」顧問 - 生沢徹（レーシングドライバー。実業家） - ジャイアント馬場（プロレスラー。タレント。元プロ野球選手） |

## 在住の著名人
| - 田嶋陽子（女性学研究家。英文学者。歌手） - 姜尚中（政治学者） - 小池真理子（故・藤田宜永夫人。小説家。エッセイスト） - 唯川恵（小説家） - 波多野鷹（小説家）・久美沙織（小説家）夫妻 - 村山由佳（小説家） - 馳星周（小説家） - 新條まゆ（漫画家） - 吉田紀子（脚本家） - 佐伯俊道（脚本家） - 海老原靖芳（放送作家） - 田端志音（陶芸家） - 束芋（現代美術家） - デビット・スタンリー・ヒューエット（アメリカ人画家。陶芸家） - 渡辺謙（俳優） - 高中正義（ギタリスト。作曲家） - ウィリー・ウィークス（アメリカ人ベーシスト） - 渡辺香津美（ジャズギタリスト。作曲家） - 梁邦彦（ピアニスト。作曲家。画家） - 周防義和（作曲家。編曲家） - 定成クンゴ（ドラマー。ラジオパーソナリティー） - テイ・トウワ（DJ。音楽プロデューサー） - 竹前文子（童謡歌手） - 広川小夜子（編集者） - 深澤里奈（茶道家。アナウンサー） - 小宮山洋子（政治家。元NHKアナウンサー） - 川勝平太（政治家。経済学者） - 遠藤俊英（元官僚。アドバイザー） - 蟹瀬誠一（ジャーナリスト）・蟹瀬令子（実業家）夫妻 - 本城愼之介（実業家） - 井手直行（実業家） - 上原康恒（元プロボクサー。実業家） - 池田信太郎（元バドミントン選手。実業家） - 稲葉俊郎（医師。医学博士。著作家） | - ニール・ゴードン・マンロー（イギリス人医師。考古学者。歴史学者。在住期間：1923 - 1931） - ダニエル・ノーマン（カナダ人宣教師。在住期間：1934 - 1940） - 堀辰雄（小説家。在住期間：1944 - 1953） - 正宗白鳥（小説家。劇作家。文芸評論家。在住期間：1944 - 1957） - ポール・ジャクレー（フランス人画家。在住期間：1945 - 1960） - 東海林太郎（歌手。在住期間：1945 - 1971） - 山本直文（仏料理研究家。フランス文学者。翻訳家。在住期間：? - 1982） - 玉村豊男（エッセイスト。画家。在住期間：1983 - 1991） - 佐藤泰春（実業家。在住期間：1945 - 2004?） - 森村桂（小説家。在住期間：1980 - 2004?） - 丸山忠久（将棋棋士。在住期間：2002 - 2005?） - 玉置浩二（歌手。俳優。在住期間：1998 - 2000年代後半） - 相馬雪香（平和活動家。尾崎行雄令嬢。在住期間：1990年代? - 2008） - 堀多恵子（堀辰雄夫人。随筆家。在住期間：1944 - 2010） - 桑名正博（歌手。俳優。在住期間：2006 - 2012） - 島田陽子（女優。在住期間：2000年代後半 - 2012） - 大山美信（画家。現代美術家。在住期間：2008 - 2013） - 佐藤允弥（インダストリアルデザイナー。2000 - 2015） - 内田康夫（推理作家。在住期間：1983 - 2018） - 勝谷誠彦（コラムニスト。在住期間：1999 - 2018） - 藤田宜永（小説家。在住期間：1990年代初頭 - 2020） - 山本文緒（小説家。在住期間：2011 - 2021） - 高橋幸宏（ドラマー。ファッションデザイナー。在住期間：? - 2023） |

なお、かつての別荘所有者の多くは、夏になると生活拠点を完全に別荘に移し、秋にかけて数ヶ月間そこで暮らしていたため、その意味では、避暑に訪れた多くの著名人が、夏の期間は軽井沢町在住者であった。近年では、その代替として海外や都市圏との二拠点生活を送る者が増えている。

## 出身の著名人
| - エドガートン・ハーバート・ノーマン（カナダの外交官） - ポール・ブライアン（イギリスの政治家） イギリス陸軍中佐、イギリス保守党副議長、イギリス政府雇用担当大臣等を歴任した。 - T・キャンビー・ジョーンズ（アメリカのクエーカー平和運動家） オハイオ州ウィルミントン・カレッジの教授を長らく務めた。 - マッシモ・バイストロッキ（イタリアの外交官） イタリア政府の駐ガーナ、トーゴ、ナイジェリア、ベナン、ナミビア大使を歴任した。 - ペーター・クローム（ドイツのジャーナリスト。作家） 弁護士フリードリヒ・クロームのひ孫で、デア・シュピーゲル等の特派員を務めた。 - ロナルド・ランプマン・ワッツ（カナダの学者） クイーンズ大学第15代校長兼副学長を務めた。カナダ勲章受勲、カナダ王立協会フェロー。 - 荻原豊次（篤農家） - 桜井平吉（自由民権運動家） - 市村今朝蔵（政治学者） - 東郷茂彦（新聞記者） - 東郷和彦（東郷茂彦の弟。外交官。評論家。政治学者） - 相馬和胤（陸奥相馬家第33代当主。牧場主） - 朝吹由紀子（フランス語翻訳家） - 池内輝雄（近現代文学者） - 川上紳一（地球科学者） - 藤巻進（政治家。軽井沢町長） - 星野佳路（実業家） - 甲田哲也（実業家） - 五十嵐隼士（元俳優、タレント） - 近藤合歓（女優） - 栄莉弥（ファッションモデル）- 生まれはカナダ・トロント | - 羽毛田丈史（作曲家。編曲家。音楽プロデューサー） - 沖仁（フラメンコギター奏者） - 諸星大二郎（漫画家） - 大昇充宏（大相撲力士） - 琴大友駿平（大相撲力士） - 市川美余（元カーリング選手。解説者） - 上野美優（カーリング選手） - 上野結生（カーリング選手） - 両角友佑（カーリング選手） - 両角公佑（両角友佑の弟。カーリング選手） - 清水徹郎（カーリング選手） - 清水絵美（清水徹郎の妹。元カーリング選手） - 西室淳子（カーリング選手） - 松村千秋（カーリング選手） - 中嶋星奈（カーリング選手） - 高橋カネ子（元スピードスケート選手） - 市村和昭（元スピードスケート選手、競輪選手） - 上原龍（競輪選手。元スピードスケート選手） - 上原大祐（元パラアイスホッケー選手） - ボルジャ・ダグラス（レーシングドライバー）- 生まれは東京 - カズマ・コボリ（プロゴルファー） |

## ゆかりのある作品

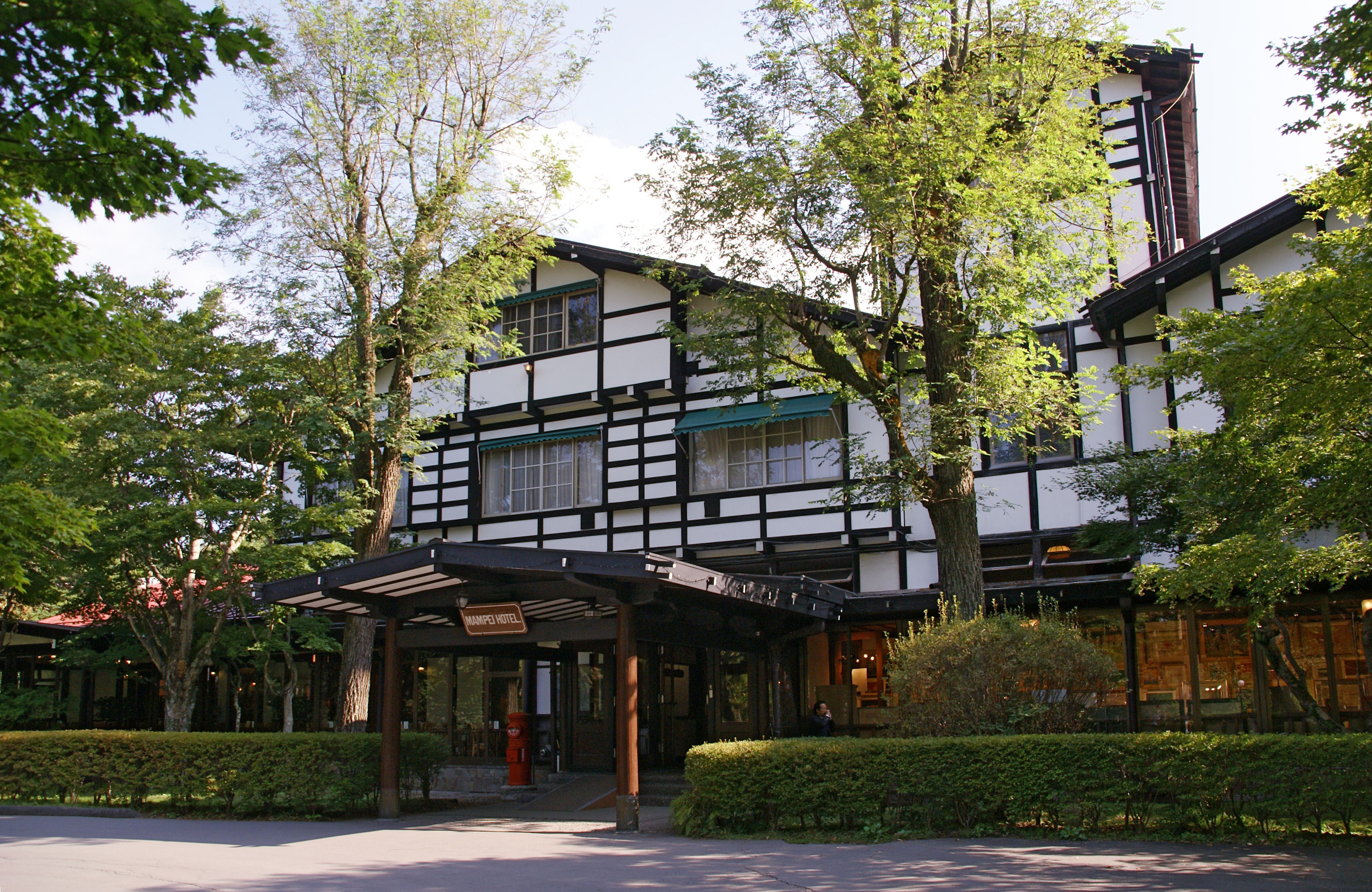
小説『美徳のよろめき』、スタジオジブリ映画『風立ちぬ』などにゆかりのある「万平ホテル」

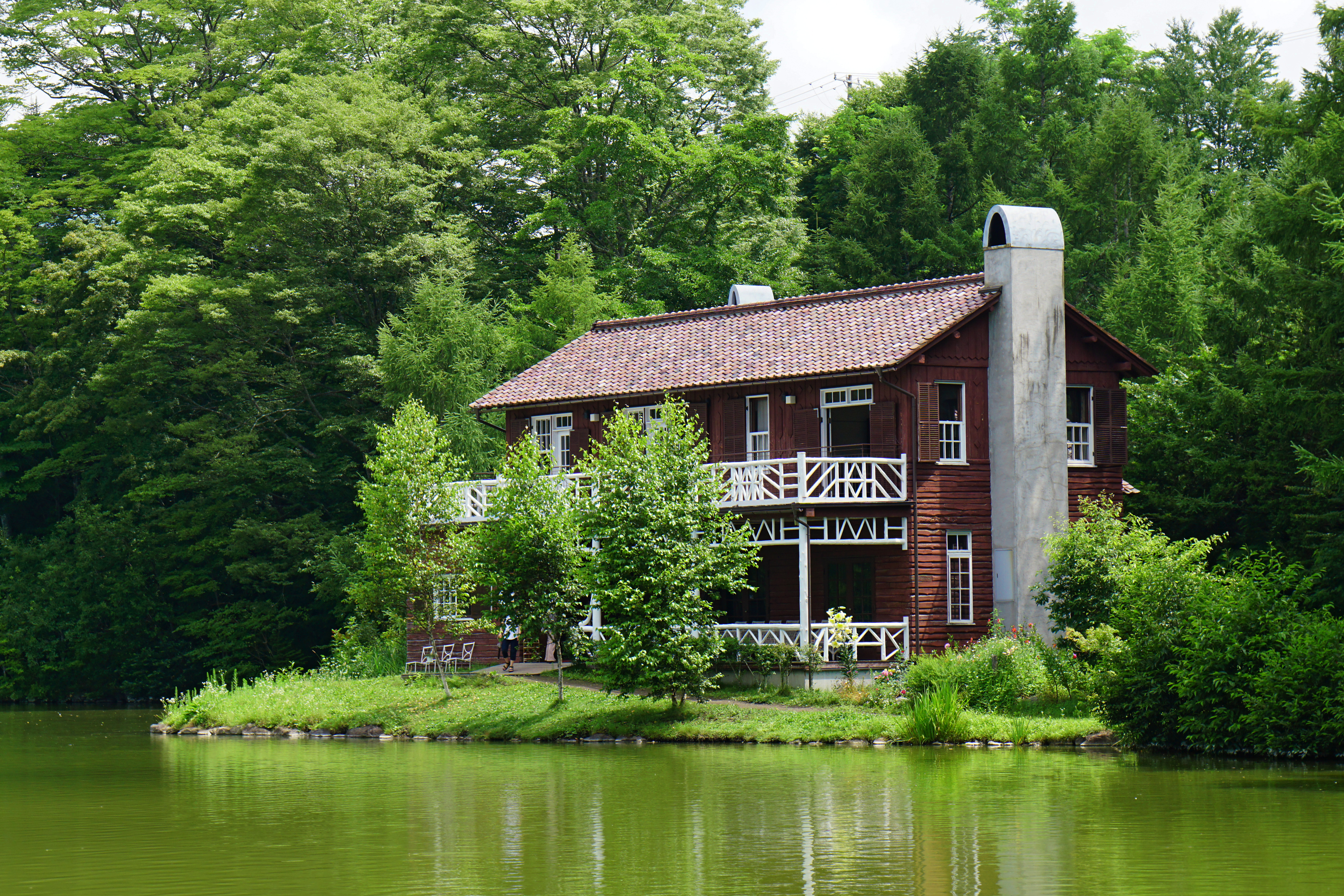
スタジオジブリ映画『思い出のマーニー』、ドラマ『カルテット』などにゆかりのある「睡鳩荘」

軽井沢滞在中に描かれた速水御舟の代表作『炎舞』

### 文芸作品
- 聖家族、美しい村、風立ちぬ 、菜穂子 他 / 堀辰雄
- 貞操問答 / 菊池寛
- 仮面の告白、美徳のよろめき / 三島由紀夫
- 杏っ子 他 / 室生犀星
- 熱い絹 / 松本清張
- 香水心中・霧の山荘・仮面舞踏会（金田一耕助シリーズ） 他 / 横溝正史
- 土を喰う日々―わが精進十二ヵ月― / 水上勉
- 軽井沢夫人 / 嵯峨島昭
- 軽井沢シンドローム（漫画）/ たがみよしひさ
- 軽井沢誘拐案内（TVゲーム）/ 堀井雄二：シナリオ
- 軽井沢殺人事件（浅見光彦シリーズ）、追分殺人事件（信濃のコロンボシリーズ） / 内田康夫
- 恋 / 小池真理子
- 失楽園 / 渡辺淳一

ほか多数

### 映像作品
- 生ける屍 / 田中栄三監督
- 路上の霊魂 / 村田実監督
- 陸の人魚 / 阿部豊監督
- 激突!若大将 / 小谷承靖監督
- あいつと私 / 中平康監督
- 風立ちぬ (1976年の映画) / 若杉光夫監督
- 風立ちぬ (2013年の映画) / 宮崎駿監督（スタジオジブリ）
- 思い出のマーニー[注釈 9] / 米林宏昌監督（スタジオジブリ）
- 土曜日曜月曜 / TBS系テレビドラマ
- 軽井沢ミステリー / 日本テレビ系テレビドラマ（火曜サスペンス劇場）
- カルテット / TBS系テレビドラマ
- TERRACE HOUSE OPENING NEW DOORS / リアリティ番組

ほか

### 音楽作品
- 7つの俳諧・軽井沢の鳥たち / オリヴィエ・メシアン
- 落葉松 / 小林秀雄
- 結婚しようよ / 吉田拓郎
- 避暑地の恋 / チェリッシュ
- 恋する夏の日 / 天地真理
- 風立ちぬ / 松田聖子

ほか